# إثيوبيا
إثيوبيا (بالأمهرية: ኢትዮጵያ) رسمياً: جمهورية إثيوبيا الاتحادية الديمقراطية (بالأمهرية: የኢትዮጵያ ፌዴራላዊ ዴሞክራሲያዊ ሪፐብሊክ) أو كما كانت تسمَّى قديماً الحَبَشَة، هي دولة غير ساحلية ذات سيادة تقع في القرن الأفريقي، وعاصمتها أديس أبابا (الزهرة الجديدة)، يحدها من الشرق كلٌ من جيبوتي والصومال ومن الشمال إريتريا ومن الشمال الغربي السودان ومن الغرب جنوب السودان ومن الجنوب الغربي كينيا.
تبلغ مساحة إثيوبيا الإجمالية 1 100 000 كيلومتر مربع ويقطنها أكثر من 126 مليون نسمة. وهي الدولة الثانية عشرة حسب عدد السكان في العالم والثانية في إفريقيا بعد نيجيريا. والعاشرة إفريقيًا حسب المساحة.
إثيوبيا هي موطن مملكة أكسوم القديمة، عُثِر في إثيوبيا على أقدم هيكل بشري عمره 4,4 مليون سنة.[13] ولها أطول سجل تاريخي للاستقلال في إفريقيا، إذ لم تخضع للاستعمار إلا في الفترة من 1936 وحتى 1941 عندما اجتاحت القوات الإيطالية في حملتها على شرق إفريقيا إلى أن خرجت من المنطقة بعد توقيع الاتفاق الأنجلو - إثيوبي في ديسمبر / كانون الأول 1944 م.

## أصل التسمية
عُرِفت إثيوبيا في الكتب والمخطوطات القديمة باسم الحبشة (باللاتينية: Abyssinia)، أمَّا اسم إثيوبيا فقد استخدمه رسمياً الإمبراطور الإثيوبي منليك الثاني، مقتبساً من الملك عيزانا الذي لقَّب نفسه بملك ملوك إثيوبيا (بالأمهرية: ንጉሠ ነገሥት ዘኢትዮጵያ) بعد انتصاره على إثيوبيا النوبية.
اسم آيثيوبيا (باليونانية: Αἰθιοπία) هو لفظ إغريقي من آيثيوبس Aithiops (باليونانية: Αἰθίοψ) يتكون من مقطعين هما «آيثيو» و «أوبس» بمعنى الوجه المحروق أو اللون البنِّي، وقد ورد اللفظ مرتين في الإلياذة وثلاث مرات في الأوديسة. واستخدمه المؤرخ اليوناني هيرودوتس لوصف الأراضي الواقعة في جنوب مصر، بما في ذلك السودان وإثيوبيا الحالية وبلدان الساحل الإفريقي.
يقول المؤرخ الروماني القديم بلينيوس الأكبر إنَّ اسم الدولة الإفريقية آيثيوبس (باللاتينية: Aethiops) انبثق من اسم نجل هيفيستوس المدعو إثيوبوس. كما تعني الكلمة مخترع الأدوات الحديدية أو الحدَّاد "
وأمَّا اسم الحبشة المشتق من لفظ حبشت والذي ورد في التوراة فيعني الأجناس المختلطة والمختلفة إشارة إلى التصاهر ما بين الساميين الوافدين من جنوب الجزيرة العربية في غرب آسيا والحاميين الكوشيين من السكان الأصليين للبلاد.

## التاريخ

### ما قبل التاريخ
تعتبر إثيوبيا وعلى نطاق واسع موقع ظهور الإنسان الأول العاقل (هومو سابين Homo Sapiens) قبل 200,000 سنة تقريبا خلال العصر الحجري القديم الأوسط. اكتشفت أقدم عظام معروفة للإنسان الأول والمسماة بقايا أومو في جنوب غرب إثيوبيا. عثر كذلك على بقايا عظمية لسلالة منقرضة من الإنسان العاقل الأول (هومو سابينس إيدالتو Homo sapiens idaltu) في منطقة أواش بإثيوبيا. تعود تلك البقايا والتي يبلغ عمرها 160,000 سنة تقريبًا إلى سلالة منقرضة من الإنسان العاقل هومو سابينس إيدالتو أو أسلاف الإنسان المعاصر.
طبقا لعلماء اللغة فإن أول مجموعات بشرية تتحدث لغة أفرو-أسيوية قد وصلت إلى المنطقة خلال العصر الحجري الحديث من مكان ما (حوض النيل أو الشرق الأدنى) من المنطقة الشاسعة التي يطلق عليها علماء اللغة أورهيمات Urheimat والتي تعني حرفيا موطن اللغات الأفرو-أسيوية. غير أن بعض علماء اللغة الآخرين يعتقدون أن اللغات الأفرو-آسيوية نشأت بالأساس في منطقة القرن الأفريقي وانتشر منها متحدثوها لاحقا لبقية المناطق.

### العصور القديمة

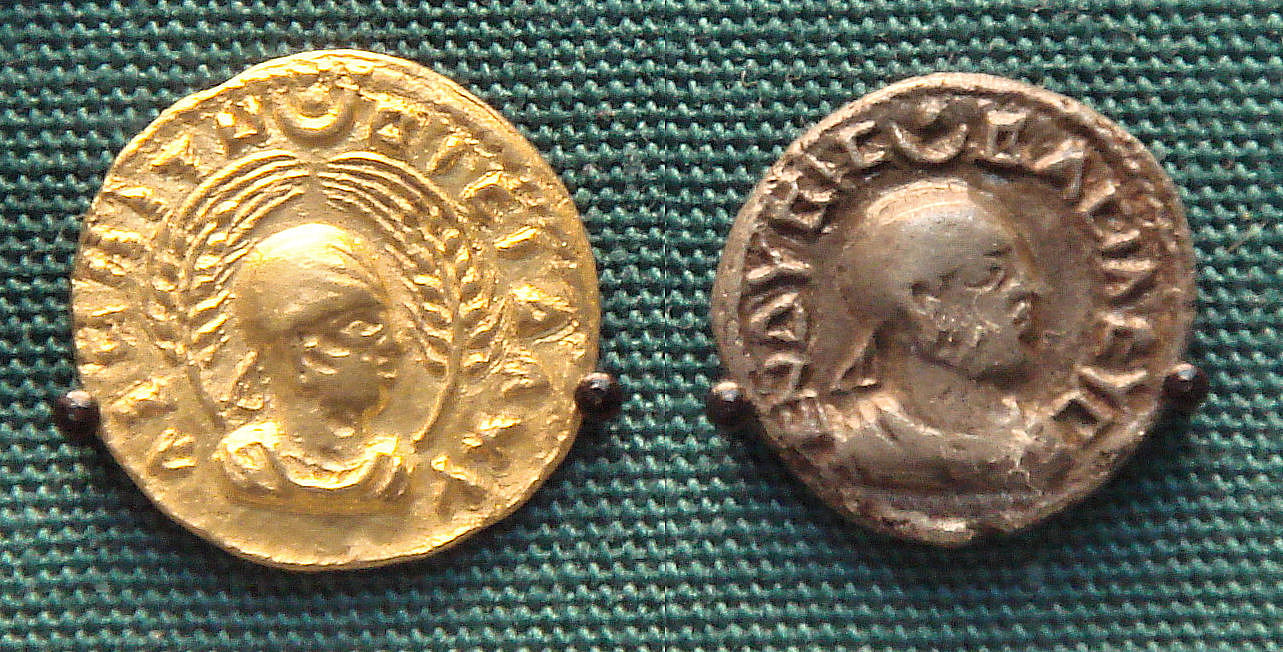
العملات من أكسوم ملك Endybis، 227-235 م، في المتحف البريطاني. النقوش في اليونانية القديمة قراءة "AΧWMITW BACIΛEYC" («ملك أكسوم») و "ΕΝΔΥΒΙC ΒΑCΙΛΕΥC" («الملك Endybis»).

ورد ذكر أرض إثيوبيا لأول مرة في التاريخ في مصر القديمة، أثناء عهد الدولة القديمة. حيث ذكر التجار المصريون من 3000 سنة قبل الميلاد أراضي جنوب النوبة أو كوش أطلقوا عليها «بنط». تظهر نقوش جدارية على معبد الدير البحري مشاهد من رحلة تجارية أرسلتها الملكة حتشبسوت إلى بلاد بنط في حوالي العام 1470 قبل الميلاد.
تأسست في إريتريا وشمال إثيوبيا حوالي القرن الثامن قبل الميلاد مملكة عرفت باسم داموت. يعتقد أن عاصمة المملكة كانت تقع بالقرب من مدينة ييحا الحالية بشمال إثيوبيا. يعتقد أغلب المؤرخين أن حضارة داموت كانت إثيوبية بالأساس مع وجود بعض التأثير من حضارة سبأ القديمة والتي كانت تهيمن على ولاية البحر الأحمر في ذلك العصر.
إلا أن فريقا آخراً من الباحثين يعتبرون أن حضارة داموت قد نشأت نتيجة لتمازج حضارتين أفرو-آسيويتين وهما حضارة الكوشيين وحضارة الساميين، وبالتحديد شعب أجاو المحلي والسبئيون من جنوب الجزيرة العربية. ومع ذلك فإن اللغة الجعزية وهي لغة إثيوبيا السامية القديمة قد تطورت بمعزل عن لغة سبأ القديمة والتي هي أيضا لغة سامية. يقدر المؤرخون أنه حتى بالعودة للتاريخ المبكر (عام 2,000 قبل الميلاد تقريبا) نجد أن هناك شعوبا عاشت في إثيوبيا وإريتريا تحدثت لغات سامية أخرى بخلاف اللغتين الجعزية والسبائية. يعتقد الآن أن تأثير سبأ كان محدودا وظل محصورا في نطاق أماكن محلية معينة ثم اختفى هذا التأثير خلال بضعة عقود أو قرنا من الزمان. وقد تكون لغة سبأ استعملت في مستعمرة عسكرية أو تجارية كانت متحالفة مع الحضارة الإثيوبية.
بعد سقوط مملكة داموت في القرن الرابع قبل الميلاد، تتابعت بعدها على حكم الهضبة الإثيوبية بضعة ممالك صغيرة. ومع القرن الأول الميلادي ظهرت مملكة أكسوم في شمال إثيوبيا وإريتريا الحاليتين. يذكر كتاب أكسوم (Liber Axumae) الذي كتبت الأجزاء الأولى منه في القرن الخامس عشر الميلادي أن أول عاصمة لمملكة أكسوم كانت مزابر والتي بناها إتيوبيس ابن كوش. توسعت مملكة أكسوم لاحقا حتى أنها أخضعت لنفوذها اليمن على الجانب الآخر من البحر الأحمر. وفي القرن الثالث الميلادي اعتبر ماني (مؤسس الديانة المانوية في بلاد فارس) مملكة أكسوم واحدة من أعظم قوى عصره إلى جوار روما وفارس والصين.
وصلت المسيحية لإثيوبيا على يد القديس فرومنتيوس والذي كان قد أبحر حوالى العام 316 للميلاد من موطنه في مدينة صور على متن سفينة تجارية بصحبة أخيه وعمه متجها إلى جنوب البحر الأحمر. وعندما توقفت السفينة بأحد مرافئ أكسوم هاجمها السكان المحليون وقتلوا كل من كانوا على متنها باستثناء فرومنتيوس وأخيه اللذين أخذا لقصر الملك كعبدين. بمرور الوقت نال الأخوان ثقة الملك واستطاعا إدخال بعض أعضاء العائلة المالكة وعلى رأسهم ولى العهد في المسيحية. سافر فرومنتيوس لاحقا لمدينة الإسكندرية حيث طلب من أثناسيوس (بابا الإسكندرية) أن يرسل أسقفا ومعه بعض الكهنة إلى أكسوم للتبشير بالمسيحية هناك. اختار البابا إثناسيوس فرومنتيوس ليكون أول أسقف لأكسوم وذلك في حوالى العام 328 للميلاد تقريبا. عاد القديس فرومنتيوس لأرض أكسوم وعمد الملك الجديد الذي نشر المسيحية في ربوع إثيوبيا ومنها انتقلت المسيحية لاحقًا إلى اليمن. تظهر عملة معدنية يعود تاريخها للعام 324 للميلاد أن أثيوبيا كانت ثاني بلدا في العالم (بعد أرمينيا) يعتمد المسيحية كديانة رسمية للدولة.

### العصور الوسطى

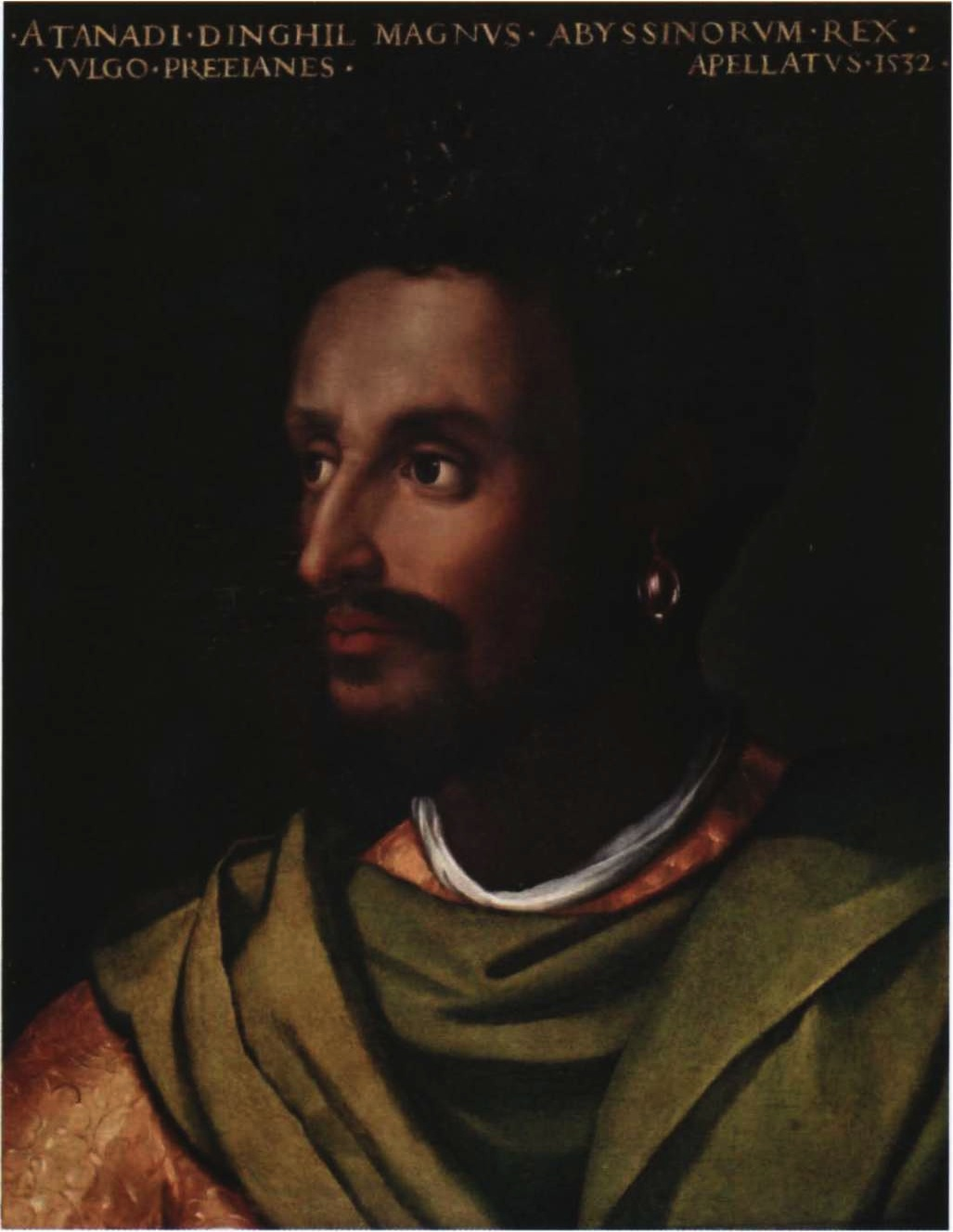
لبنة Dengel، (الإمبراطور) من إثيوبيا وعضو في سلالة السليماني.

حكمت سلالة زاغوي (بالإنجليزية: Zagwe) أجزاء كثيرة من إثيوبيا وإريتريا الحديثة من حوالي 1137 إلى 1270 م. الاسم مشتق من سلالة أغاو (بالإنلجليزية: Agaw) الناطقين بالكوشية في شمال إثيوبيا. أما من 1270 م وما بعده لقرون عديدة، حكمت سلالة السليماني الإمبراطورية الإثيوبية.
في أوائل القرن 15 الميلادي، سعت إثيوبيا لإجراء اتصالات دبلوماسية مع الممالك الأوروبية للمرة الأولى منذ العصور الأكسومية. رسالة من الملك هنري الرابع من إنجلترا إلى إمبراطور الحبشة على قيد الحياة. وفي العام 1428 م، أرسل الإمبراطور يشاق (بالإنجليزية: Yeshaq) مبعوثين اثنين إلى ألفونسو الخامس ملك أراغون، الذي أرسل مبعوثين العودة. فشلوا في استكمال رحلة العودة. بدأت العلاقات مستمرة مع أول بلد أوروبي في عام 1508 مع البرتغال في عهد الإمبراطور لبنة دينجل، الذي كان قد ورث العرش فقط من والده.

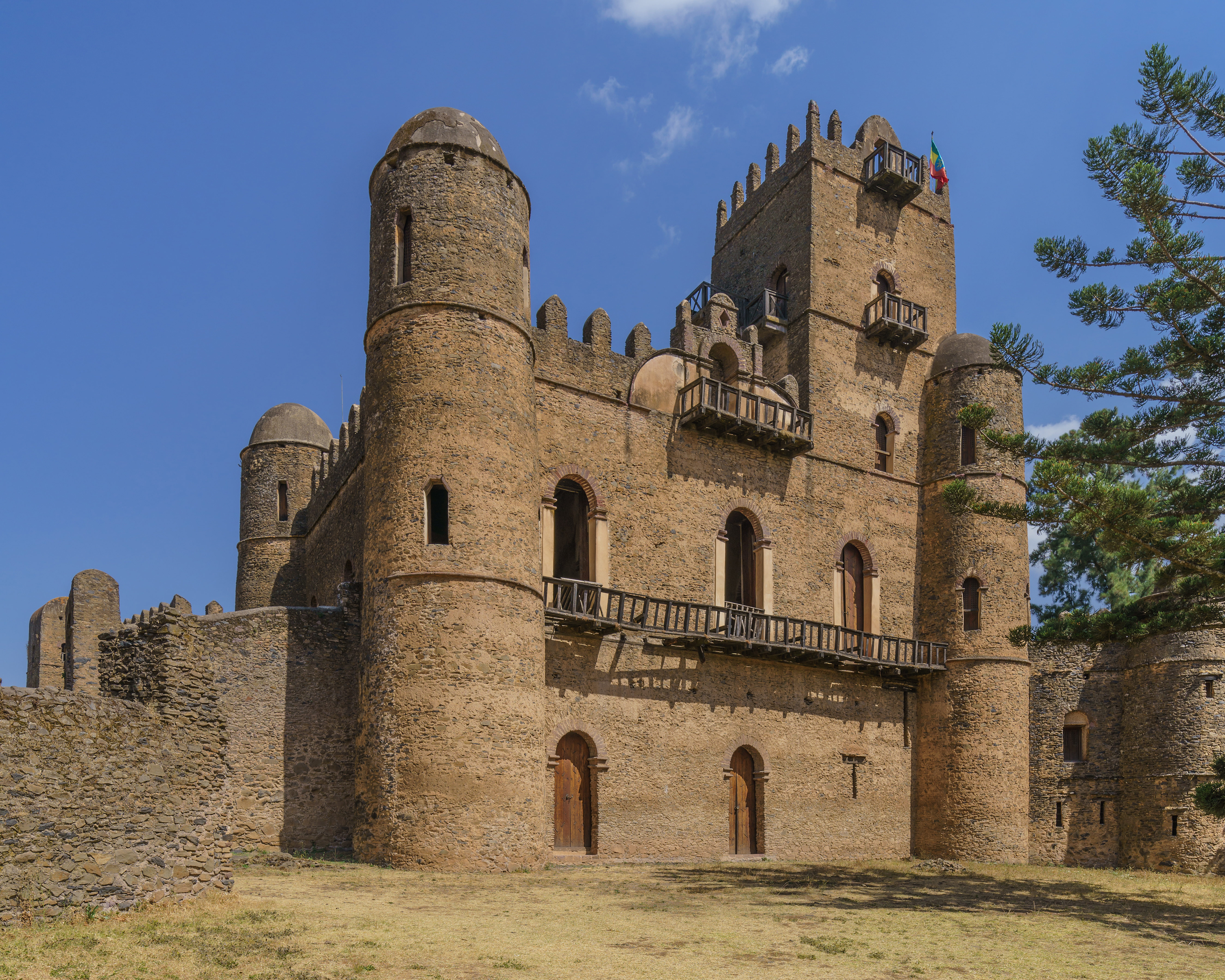
قلعة الملك.

ثبت أن هذا تطور مهم، لأنه عندما تعرضت الإمبراطورية إلى هجمات من عضل عامة والإمام أحمد بن إبراهيم الغازي (وتسمى «غران»، أو «أعسر»)، البرتغال بمساعدة الإمبراطور الإثيوبي عن طريق إرسال الأسلحة وأربع مئة رجل، الذي ساعد ابنه أحمد جيلاوديووس الهزيمة وإعادة تأسيس حكمه. وكان هذا إثيوبيا عضل الحرب أيضا واحدة من الحروب بالوكالة لأول مرة في المنطقة والدولة العثمانية والبرتغال استغرق الجانبين في الصراع.
عندما كان الإمبراطور سوسينيوس لقد اعتنقت الكاثوليكية الرومانية سنة 1624 وسنوات الثورة والاضطرابات المدنية تلت ذلك، مما أدى إلى سقوط الآلاف من القتلى. وكان من المبشرين اليسوعيين بالإساءة للإيمان الأرثوذكسي من الإثيوبيين المحلية. على 25 يونيو 1632 الإمبراطور فاسيليدس، ابن سوسينيوس، وأعلن دين الدولة مرة أخرى لتكون المسيحية الأرثوذكسية الإثيوبية. وقال انه طرد المبشرين اليسوعيين وغيرهم من الأوروبيين.

### سلطنة أوسا

علم سلطنة عفر.

سُمِّيت أيضاً بسلطنة عفر وقد تأسست لتكون خلفاً لإمامة أوسا التي أسسها محمد جاسا عام 1577 ميلادي بعد أن نقل عاصمة دولته من هرر إلى أوسا إثر انقسام سلطنة عدال إلى كل من سلطنة أوسا وسلطنة هرر. وبعد عام 1672 ميلادي، اضمحلت سلطنة أوسا وكادت أن تزول من الوجود بالتزامن مع اعتلاء الإمام عمر الدين بن آدم للعرش. ثم أعيد تأسيس السلطنة بعد ذلك على يد كيدافو حوالي عام 1734 ميلادي، وبعدها حضعت لحكم سلالة مدايتو. وكان الرمز الأساسي للسلطان عبارة عن صولجان فضي درج الاعتقاد بأنه كان يتمتع بخواص سحرية.

### من منليك الثاني إلى العدوة (1889-1913)
بدأت إثيوبيا في شكلها الحالي تقريبًا في عهد منليك الثاني، الذي كان الإمبراطور من 1889 حتى وفاته في عام 1913. من قاعدته في محافظة الوسطى من شوا، تعيين منليك إلى ضم الأراضي إلى الجنوب والشرق والغرب، المجالات التي أورومو، سيداما، كوراج، ولايتا وجماعات أخرى مأهولة بالسكان. وقد فعل ذلك بمساعدة ميليشيا رأس جوبينا شيوا أورومو، واحتلال الأراضي التي لم تعقد منذ أحمد بن إبراهيم غازي (أحمد جران). كان غزو الحبشة (الفتوح الحبش)، فضلًا عن المناطق الأخرى التي لم تكن قط تحت سلطانها الحبشي حملة منليك في الدفاع عن النفس ضد أورومو إلى حد كبير ردا على قرون من أورومو التوسعية وزيميني وميسفنت («وكان عصر الأمراء»)، وهي الفترة التي تعاقب الحكام الاقطاعيين أورومو سيطر على المرتفعات. ومن أهم هذه السلالة ييجو، والتي شملت عليجاز من ييجو وشقيقه علي وأنا من ييجو. العلي تأسست بلدة دبري تابور في منطقة أمهرة، التي أصبحت عاصمة للسلالة.
خلال فترة حكمه، أدلى منليك الثاني التقدم في تشييد الطرق والكهرباء والتعليم؛ ووضع النظام الضريبي المركزية؛ والأساس وبناء مدينة أديس أبابا - التي أصبحت رأس، عاصمة إقليم شوا في عام 1881 بعد أن صعد إلى العرش في عام 1889، تم تغيير اسمها أنها أديس أبابا، عاصمة الحبشة جديدة. وكان منليك وقعت معاهدة مع إيطاليا Wichale مايو 1889 في إيطاليا التي ستعترف بسيادة إثيوبيا طالما أن إيطاليا سيطرة على المنطقة الواقعة شمال إثيوبيا (جزء من إريتريا الحديثة). في المقابل كانت إيطاليا لتوفير منليك مع الأسلحة ودعم له كإمبراطور. استخدام الإيطاليين الوقت بين التوقيع على المعاهدة وتصديق الحكومة الإيطالية عليها إلى توسيع مطالبهم الإقليمية. اندلع هذا النزاع في معركة عدوة في 1 مارس 1896 التي هزم الأثيوبيون فيها القوات الاستعمارية الإيطالية.
توفي حوالي ثلث السكان في المجاعة الإثيوبية العظمى (1888 إلى 1892).

### عصر هيلا سيلاسي الأول (1916-1974)

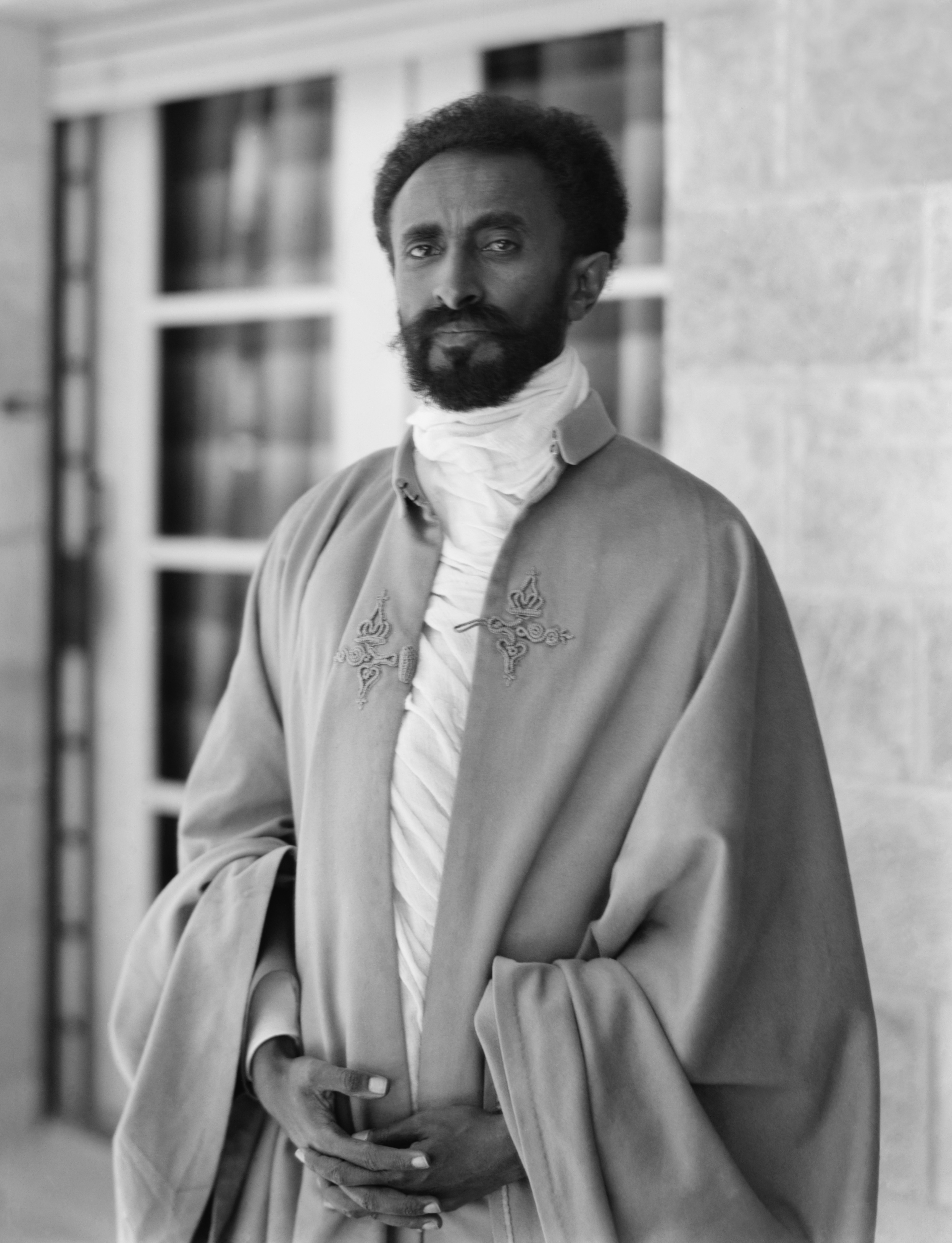
هيلا سيلاسي توج الإمبراطور في 2 نوفمبر 1930 مع عناوين «ملك الملوك»، «رب الأرباب»، «قهر الأسد من سبط يهوذا»، «. المنتخب الله» تولى-ك ه اسم ريغنال - هيلا سيلاسي الأول الذي يترجم إلى «قوة الثالوث». وينظر الراستافارية إليه مثل جاه المتجسد.

تميزت بداية القرن 20 قبل عهد الإمبراطور هيلا سيلاسي الأول، الذي جاء إلى السلطة بعد خلع اياسو V. وتعهد تحديث إثيوبيا من عام 1916، عندما جعلت هو كان رأس وريجنت (إنديراس) ل Zewditu الأول وأصبح الحاكم الفعلي للإمبراطورية الإثيوبية. بعد وفاة Zewditu، جعلت هو كان الإمبراطور في 2 تشرين الثاني 1930.
ولد هيلا سيلاسي من الآباء والأمهات من ثلاثة أعراق الإثيوبية: وأورومو والأمهرية، واثنين من المجموعات العرقية الرئيسية في البلاد، فضلا عن كوراج.
انقطع استقلال إثيوبيا قبل الحرب الإيطالية الحبشية الثانية والاحتلال الإيطالي (1936-1941). وخلال هذا الوقت، ناشد هيلا سيلاسي إلى عصبة الأمم في عام 1935، وتقديم عنوان التي جعلت منه شخصية في جميع أنحاء العالم، و1935 مجلة تايم رجل العام. أيضا في هذه الفترة، عام 1937، كانت مذبحة الإيطالية Yekatit 12. وبعد دخول إيطاليا في الحرب العالمية الثانية، قوات الإمبراطورية البريطانية، جنبا إلى جنب مع المقاتلين الوطني الإثيوبي، تحررت رسميا واصلت حملة حرب العصابات الإيطالية إثيوبيا في سياق حملة شرق أفريقيا في عام 1941. حتى عام 1943. وأعقب ذلك اعتراف بريطانيا سيادة إثيوبيا الكامل، (أي من دون أي امتيازات البريطانية الخاصة)، مع توقيع اتفاق الأنجلو الإثيوبية في ديسمبر 1944. وفي 26 أغسطس 1942 هيلا سيلاسي الأول صدر إعلان إلغاء الرق، وكان. إثيوبيا بين اثنين وأربعة ملايين العبيد في أوائل القرن ال20، من أصل مجموع السكان البالغ عددهم حوالي أحد عشر مليوناً.

العام 1897 العلم الإثيوبي مع أسد يهوذا.

في عام 1952، نظمت هيلا سيلاسي الاتحاد مع اريتريا. أنه يذوب هذا في عام 1962 وضمتها إريتريا، التي قاومت وأخيرا فاز الحرب الإريترية استقلالها. لعبت هيلا سيلاسي دورا رائدا في تشكيل منظمة الوحدة الأفريقية في عام 1963.
تحول الرأي داخل إثيوبيا ضد هيلا سيلاسي الأول بسبب أزمة النفط في جميع أنحاء العالم لعام 1973، والذي تسبب في زيادة حادة في أسعار البنزين اعتبارًا من يوم 13 فبراير 1974; نقص الغذاء؛ عدم اليقين بشأن الخلافة؛ حروب الحدود، والسخط في الطبقة المتوسطة التي تم إنشاؤها من خلال التحديث. تسبب أسعار البنزين المرتفعة سائقي سيارات الأجرة والمعلمين على الإضراب عن العمل يوم 18 فبراير 1974. بدأ الطلاب والعمال في أديس أبابا يتظاهرون ضد الحكومة في 20 فبراير 1974. الإطاحة مجلس الوزراء حكم الأقلية الإقطاعية من أكليلو هابتي وولدي. تشكلت حكومة جديدة مع إندالكاشيو ماكونين بمثابة رئيس الوزراء.

### عصرالديرغ(1974-1991)
وصل عهد هيلا سيلاسي إلى نهايته في 12 سبتمبر عام 1974، وقتها كانت تحكم الطغمة العسكرية الماركسية اللينينية المدعومة من السوفييت، فقام «الديرغ» بزعامة منغستو هايلي مريم بخلع هيلا سيلاسي. وأنشأ مجلس الإدارة العسكرية المؤقتة الجديدة مجلس دولة شيوعية من حزب واحد التي كانت تسمى جمهورية إثيوبيا الديمقراطية الشعبية.
عانى النظام التي تلت ذلك العديد من الانقلابات والانتفاضات، وعلى نطاق واسع للجفاف، ومشكلة كبيرة للاجئين. في عام 1977، أدت الحرب أوغادين في الصومال التقاط جزء من إقليم أوغادين. إثيوبيا تعافى ذلك بعد تلقي مساعدات عسكرية ضخمة من الاتحاد السوفياتي وكوبا واليمن الجنوبي وألمانيا الشرقية وكوريا الشمالية. وشملت هذه حوالي 15,000 جندي مقاتل الكوبية.

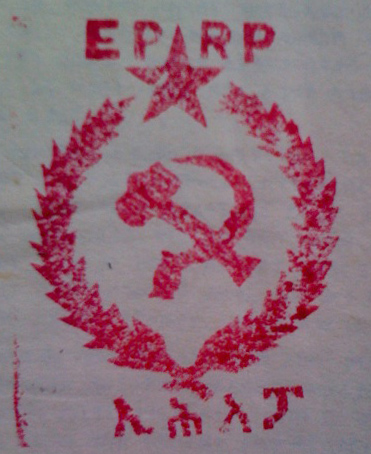
اشتبك الحزب الثوري الشعبي الإثيوبي (EPRP) مع الديرغ خلال الرعب الأحمر.

وقتل ما يصل إلى 500,000 شخصًا نتيجة الرعب الأحمر، من عمليات الترحيل القسري، أو من استخدام الجوع كسلاح تحت حكم منجيستو. وقد أجريت الإرهاب الأحمر في رد على ما يسمى الحكومة «الإرهاب الأبيض»، نفذت من المفترض أن سلسلة من الأحداث العنيفة والاغتيالات والقتل من قبل المعارضة.
في عام 2006، بعد محاكمة استمرت 12 عاما، وجدت المحكمة الاتحادية العليا في إثيوبيا منغستو في أديس أبابا إدانته غيابيا الإبادة الجماعية. العديد من قادة كبار آخرين من عثر له أيضا بارتكاب جرائم حرب. وحوكم هو والآخرين الذين فروا من البلاد، وحكم عليه غيابيا. تلقى العديد من المسؤولين السابقين عقوبة الإعدام وعشرات آخرين أمضى السنوات ال 20 المقبلة في السجن، قبل أن يتم العفو عنه من عقوبة السجن مدى الحياة.
في بداية 1980، وسلسلة من المجاعات ضربت إثيوبيا التي تضرر منها نحو 8 ملايين شخص، مما أدى إلى مليون قتيل. نشأت حركات التمرد ضد الحكم الشيوعي حتى ولا سيما في المناطق الشمالية من تيغري وإريتريا. في عام 1989، والشعوب Tigrayan 'جبهة التحرير (جبهة تحرير شعب تيغري) اندمجت مع حركات المعارضة الأخرى على أساس عرقي لتشكيل ائتلاف والمعروفة باسم الشعوب الإثيوبية "الجبهة الديمقراطية الثورية (الجبهة الشعبية الثورية الديمقراطية).
في نفس الوقت بدأ الاتحاد السوفياتي إلى التراجع عن بناء الشيوعية العالم تحت الغلاسنوست والبيريسترويكا سياسات جورباتشوف، بمناسبة انخفاض كبير في المساعدات لأثيوبيا من دول الكتلة الاشتراكية. وأدى ذلك إلى مزيد من الصعوبات الاقتصادية وانهيار الجيش في مواجهة اعتداءات مصممة من قبل قوات حرب العصابات في الشمال. انهيار الشيوعية في عام، وأوروبا الشرقية خلال ثورات عام 1989، تزامنت مع الاتحاد السوفييتي وقف المساعدات لإثيوبيا تماما في عام 1990. النظرة الإستراتيجية لمنغستو تدهورت بسرعة.
في مايو 1991، تقدمت قوات الجبهة الشعبية الثورية الديمقراطية في أديس أبابا والاتحاد السوفياتي لم تتدخل لإنقاذ الجانب الحكومي. فر منغستو البلاد إلى اللجوء في زيمبابوي، حيث لا يزال يقيم. تم تعيين الحكومة الانتقالية في إثيوبيا، تتألف من 87 عضوا مجلس النواب وتسترشد الميثاق الوطني التي تعمل بمثابة الدستور الانتقالي، وتصل. في حزيران عام 1992، وانسحبت جبهة تحرير أورومو من الحكومة؛ مارس 1993، غادر أعضاء التحالف الديمقراطي في جنوب إثيوبيا الشعوب أيضا الحكومة. في عام 1994، وكتب الدستور الجديد التي شكلت هيئة تشريعية من مجلسين والنظام القضائي. استغرق انتخابات متعددة الأحزاب رسميًا للمرة الأولى في أيار 1995، وتم فيه انتخاب ملس زيناوي رئيس الوزراء وانتخب الرئيس نيجاسو جيدادا.

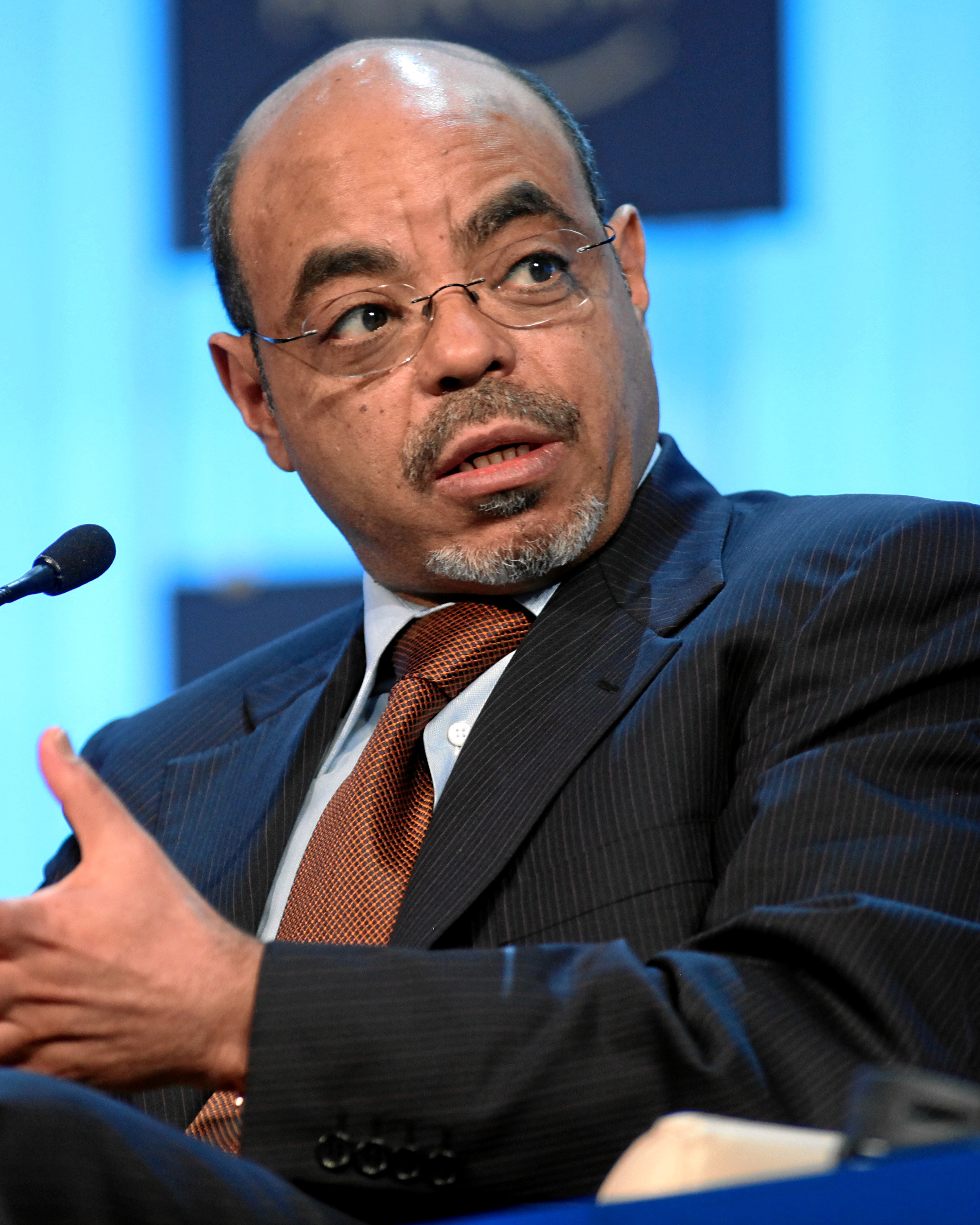
رئيس الوزراء السابق لإثيوبيا ملس زيناوي في المنتدى الاقتصادي العالمي الاجتماع السنوي 2012.

في عام 1994، اعتمد الدستور الذي أدى إلى أول انتخابات متعددة الأحزاب في إثيوبيا في العام التالي. في مايو 1998، والنزاع الحدودي مع اريتريا أدى إلى الحرب الأريترية والإثيوبية، والتي استمرت حتى يونيو 2000، وكلف كلا البلدين يقدر بـمليون دولارًا في اليوم. وهذا يضر الاقتصاد الإثيوبي، ولكن تعزيز الائتلاف الحاكم.
في 15 مايو 2005، عقدت إثيوبيا الانتخابات متعددة الأحزاب الثالثة، والتي تم المتنازع عليها إلى حد كبير، مع بعض جماعات المعارضة بدعوى التزوير. على الرغم من وافق مركز كارتر الظروف التي سبقت الانتخابات، أعربت فيه عن استيائها مع مسائل ما بعد الانتخابات. واصل الاتحاد الأوروبي مراقبين للانتخابات لاتهام الحزب الحاكم بتزوير الانتخابات. اكتسبت أحزاب المعارضة أكثر من 200 مقعدا في البرلمان، مقارنة مع 12 فقط في انتخابات عام 2000. على الرغم من معظم ممثلي المعارضة الانضمام إلى البرلمان، واتهم بعض القادة في حزب ائتلاف الوحدة والديمقراطية، وبعضهم رفض لتولي مواقعهم البرلمانية، بالتحريض على أعمال العنف التي أعقبت الانتخابات التي تلت ذلك وسجنوا. اعتبرت منظمة العفو الدولية لهم «سجناء الضمير» وأفرج عنهما في وقت لاحق.
وأنشئ ائتلاف أحزاب المعارضة وبعض الأفراد في عام 2009 للإطاحة بنظام من الجبهة الشعبية الثورية الديمقراطية في الانتخابات التشريعية لعام 2010. حزب ملس زيناوي الذي كان في السلطة منذ عام 1991، ونشرت في البيان 65 صفحة في أديس أبابا في 10 أكتوبر 2009. فاز بمعظم الاصوات المعارضة في أديس أبابا، ولكن أوقفت الجبهة الشعبية الثورية الديمقراطية فرز الأصوات لعدة أيام. بعد ذلك تلت ذلك، فإنه ادعى الانتخابات، وسط اتهامات بالتزوير والترهيب.
بعض الأحزاب الأعضاء الثمانية في هذا المنتدى الإثيوبية للحوار الديمقراطي (FDD أو مدرك باللغة الأمهرية) تشمل أورومو الاتحادية الكونغرس (الذي نظمته الحركة الديمقراطية أورومو الاتحادية والمؤتمر الشعبي أورومو)، والساحة تيغري (تنظمها أعضاء سابقين في الحزب الحاكم جبهة تحرير شعب تيغري)، والوحدة من أجل الديمقراطية والعدالة (UDJ، الذي سجن الزعيم)، وتحالف القوى الديمقراطية الصومالية.
في منتصف عام 2011، عجلت موسمين متتاليين الأمطار غاب أسوأ موجة جفاف في شرق أفريقيا شهدت في 60 عاما. لا يتوقع الشفاء التام من آثار الجفاف حتى عام 2012 [بحاجة لمصدر]، مع إستراتيجيات طويلة الأجل أعدّتها الحكومة الوطنية بالتعاون مع وكالات التنمية يعتقد أن نقدم أكثر النتائج المستدامة.
توفي رئيس الوزراء الإثيوبي ملس زيناوي يوم 20 أغسطس عام 2012 في بروكسل، حيث كان يعالج من مرض غير محدد. وعينت نائب رئيس الوزراء هيلي مريم في منصب رئيس وزراء جديد. وبقيت هيل ماريام في المنصب حتى إجراء انتخابات جديدة في عام 2015. وفي عام 2013، تسببت التوترات في الترحيل الجماعي من السعودية من العمال المهاجرين الإثيوبيين.

## الجغرافيا

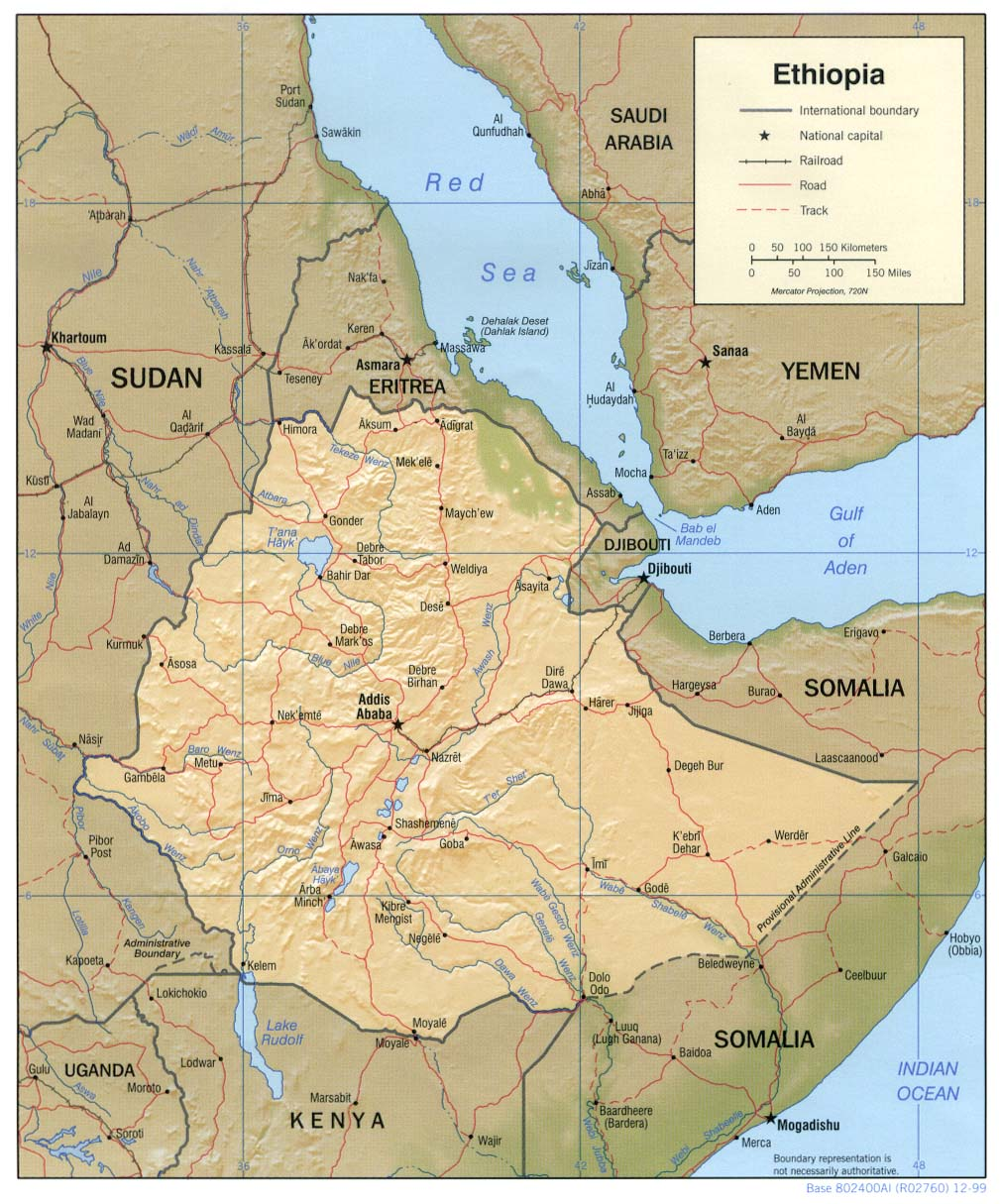
خريطة إثيوبيا.

في 1,126,829 كيلومتر مربع (435071 ميل مربع)، وإثيوبيا هي أكبر 27 دولة في العالم، قابلة للمقارنة في حجم لبوليفيا. وهي تقع بين خطي عرض 15 درجة و 3 درجة شمالا، وخطي طول 33 ° و 48 ° E.
الجزء الأكبر من إثيوبيا يقع على القرن الأفريقي، والذي هو الجزء الشرقي من اليابسة الأفريقية. على الحدود مع إثيوبيا هي السودان وجنوب السودان إلى الغرب وجيبوتي وإريتريا من الشمال والصومال من الشرق، وكينيا من الجنوب. داخل إثيوبيا عبارة عن مجمع المرتفعات واسعة من الجبال والهضاب تشريح مقسوما وادي الصدع العظيم، الذي يمتد عادة إلى شمال شرق جنوب غرب وتحيط بها الأراضي المنخفضة، والسهوب، أو شبه صحراوية. التنوع الكبير في التضاريس يحدد اختلافات واسعة في المناخ والتربة والغطاء النباتي الطبيعي، وأنماط الاستيطان.
إثيوبيا هي بلد متنوع من الناحية البيئية، بدءًا من الصحاري على طول الحدود الشرقية إلى الغابات الاستوائية في الجنوب إلى الجبال الإفريقية الواسعة في الأجزاء الشمالية والجنوبية الغربية. بحيرة تانا في الشمال هي منبع النيل الأزرق. كما أن بها عددًا كبيرًا من الأنواع المتوطنة، وخاصة أبو قلادة البابون، وعل واليا والذئب الأيوبي (أو الثعلب سايمن). وبالنظر إلى مجموعة واسعة من علو البلاد مجموعة متنوعة من مناطق متميزة بيئيًا، قد ساعد هذا على تشجيع تطور الأنواع المستوطنة في عزلة البيئية.

### المناخ

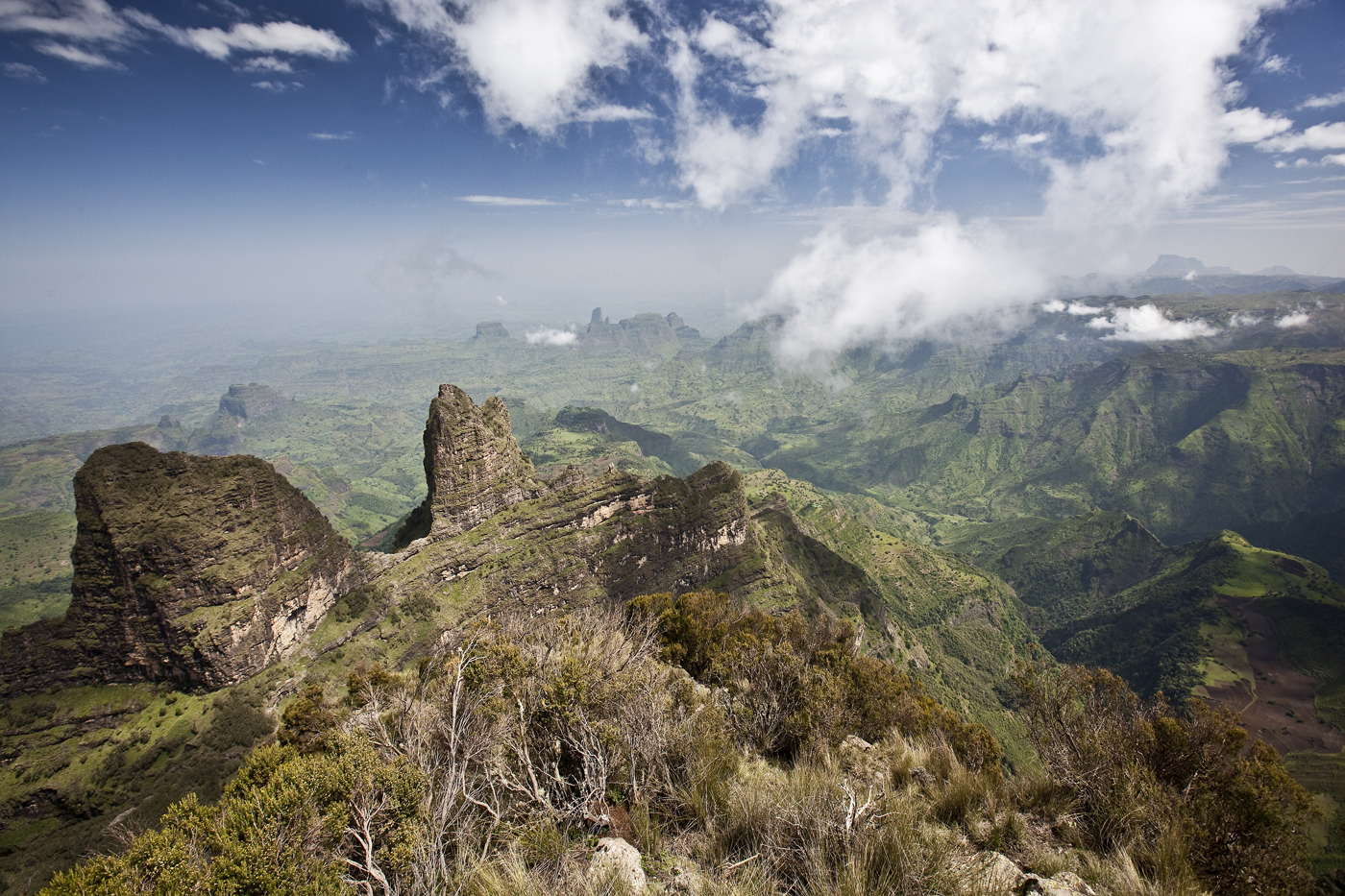
جبال سايمن.

الخريطة المناخية في إثيوبيا.

نوع المناخ السائد هو الرياح الموسمية الاستوائية، مع الاختلاف الناجم عن الطبوغرافية الواسعة. تغطي المرتفعات الإثيوبية معظم أنحاء البلاد ولها المناخ الذي هو عادة أكثر برودة بكثير من المناطق الأخرى في القرب مماثلة إلى خط الاستواء. وتقع معظم المدن الكبرى في البلاد على ارتفاعات حوالي 2,000-2,500 متراً (6,562-8,202 قدم) فوق مستوى سطح البحر، بما في ذلك العواصم التاريخية مثل غوندار وأكسوم.
تقع العاصمة الحديثة أديس أبابا على سفوح جبل إنتوتو على ارتفاع حوالي 2,400 مترًا (7,874 قدم)، وتتمتع بمناخ معتدل على مدار العام. مع درجات حرارة موحدة على مدار السنة إلى حد ما، وتعرف المواسم في أديس أبابا إلى حد كبير قبل هطول الأمطار، مع موسم الجفاف من شهر أكتوبر وفبراير، وموسم الأمطار الخفيفة من مارس إلى مايو، وموسم الأمطار الثقيلة من يونيو إلى سبتمبر. متوسط هطول الأمطار السنوي حوالي 1,200 ملم (47.2 بوصة).
هناك في المتوسط 7 ساعات من ضوء الشمس في اليوم الواحد، وهذا يعني أنه من مشمس لحوالي 60% من الوقت المتاح. موسم الجفاف هو أكثر الأوقات المشمسة من السنة، على الرغم من أنه حتى في ذروة موسم الأمطار في شهري يوليو وأغسطس لا تزال هناك عادة عدة ساعات يوميا من الشمس الساطعة. يبلغ متوسط درجة الحرارة السنوية في أديس أبابا نحو 16 درجة مئوية (60.8 درجة فهرنهايت)، مع أقصى درجات الحرارة اليومية في المتوسط 20-25 درجة مئوية (68,0-77,0 درجة فهرنهايت) طوال العام، وهبوط بين عشية وضحاها في المتوسط 5-10 درجة مئوية (41.0 - 50.0 °F).
معظم المدن الرئيسية والمواقع السياحية في إثيوبيا تكمن في ارتفاع مماثل لأديس أبابا ولها مناخ مماثل. في المناطق الأقل إرتفاعًا، ولا سيما الأراضي العشبية والشجيرات الإثيوبية ومناطق الأدغال في شرق البلاد، يمكن أن يكون المناخ أكثر سخونة وجفافًا في دلول، في منخفض عفار في هذه المنطقة الشرقية، يوجد أعلى متوسط درجة حرارة سنوي في العالم من 34 درجة مئوية (93.2 درجة فهرنهايت).

### البيئة

#### الحياة البرية

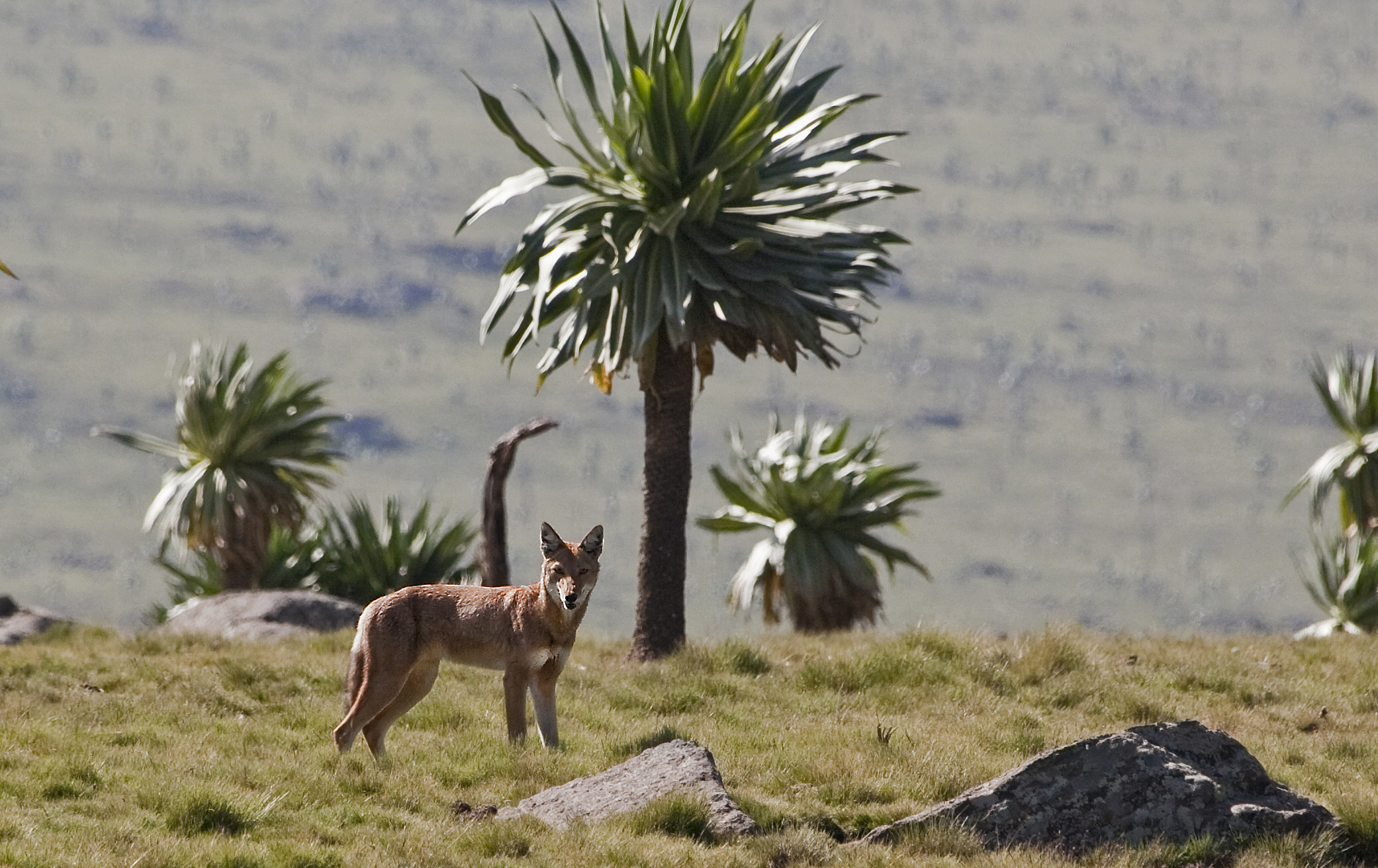
الذئب الإثيوبي.

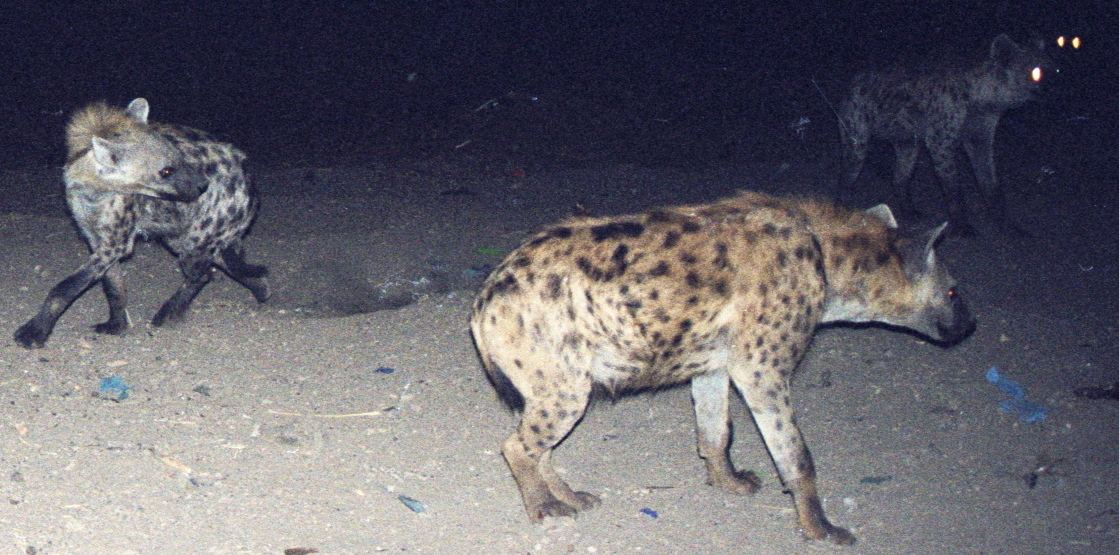
الضباع رصدت في هرار.

إثيوبيا لديها 31 من الأنواع المتوطنة من الثدييات. وكان الكلب البري الأفريقي في عصور ما قبل التاريخ يتوزع على نطاق واسع في الإقليم. ومع ذلك، مع مشاهد الماضي في فينشا، ويعتقد أن هذا كانيد أن يحتمل اجتثاث داخل إثيوبيا. الذئب الإثيوبي هو ربما الأكثر بحثها من جميع الأنواع المهددة بالانقراض داخل إثيوبيا.
وإثيوبيا هي مركز عالمي للتنوع الطيور. حتى الآن أكثر من 856 نوعًا من الطيور تم تسجيلها في إثيوبيا، 20 منها المستوطنة في البلاد مهددة بالانقراض. ستة عشر نوعًا مهددة بالانقراض. وهناك عدد كبير من هذه الطيور تتغذى على الفراشات.
تاريخيًا، في جميع أنحاء القارة الأفريقية، تراجعت أعداد الحياة البرية وتتناقص بسرعة بسبب قطع الأشجار، والحروب الأهلية، والتلوث، والصيد الجائر وتدخل الإنسان الأخرى. حرب أهلية طويلة من العمر 17 عاما، إلى جانب الجفاف الشديد، أثرت سلبا على الظروف البيئية في إثيوبيا مما أدى إلى تدهور أكبر للموائل. تدمير الموئل هو أحد العوامل التي تؤدي إلى تعريضها للخطر. عندما تحدث تغييرات على الموائل بسرعة، الحيوانات لا يكون لديها الوقت للتكيف. تأثير الإنسان يهدد العديد من الأنواع، مع تهديدات أكبر من المتوقع نتيجة لتغير المناخ الناجم عن انبعاثات الغازات الدفيئة. مع انبعاثات ثاني أكسيد الكربون التي بلغت في عام 2010 نحو 6494000 طن، وإثيوبيا تساهم 0.02% فقط في الإطلاق السنوي للغازات الدفيئة التي يسببها الإنسان.
إثيوبيا لديها عدد كبير من الأنواع المدرجة على أنها مهددة بالانقراض بشدة ومعرضة للانقراض العالمي. يمكن تقسيم الأنواع المهددة في إثيوبيا إلى ثلاث فئات (على أساس تقييمات IUCN): المهددة بالانقراض بشدة، المهددة بالانقراض، والضعيفة.
| الثدييات المهددة بالانقراض | الثدييات المهددة بالانقراض | الثدييات الضعيفة | الثدييات الضعيفة                     | الثدييات الضعيفة              |
| -------------------------- | -------------------------- | ---------------- | ------------------------------------ | ----------------------------- |
| الجربوع خففت               | حمار وحشي غريفي            | الفيل الأفريقي   | الخفافيش حرة الذيل كبير ذو أذنين     | الأحمر واجهته وغزال           |
| وحيد القرن الأسود          | جبل نيالا                  | أمودايل          | الصغرى الخفافيش حدوة حصان            | الماوس روب                    |
| الذئب الإثيوبي             | الوعل النوبي               | الزبابة بيلي     | أسد (توضيح)                          | ذو أذنين الماوس الخفافيش سكوت |
| غورامبا الزبابة            | الكلب البري الأفريقي       | بايل الزبابة     | مورلاند الزبابة                      | غزال سوميرينغ                 |
| هارينا الزبابة             |                            | بيرا الظباء      | الخفافيش موريس                       | غزال سبيك                     |
| الزبابة ماكميلان           |                            | فهد (توضيح)      | الخفافيش ماوس الذيل الأنواع          | مرقط العنق قضاعة              |
| اليا الوعل                 |                            | ديباتاغ          | ناتال الخفافيش حرة الذيل             | الماوس المدعومة من الشريط     |
|                            |                            | دوركاس غزال      | نيكولاوس الماوس                      |                               |
|                            |                            | الزبابة الزجاج   | ترايدنت أوراق الانف الخفافيش باتريزي |                               |

#### إزالة الغابات

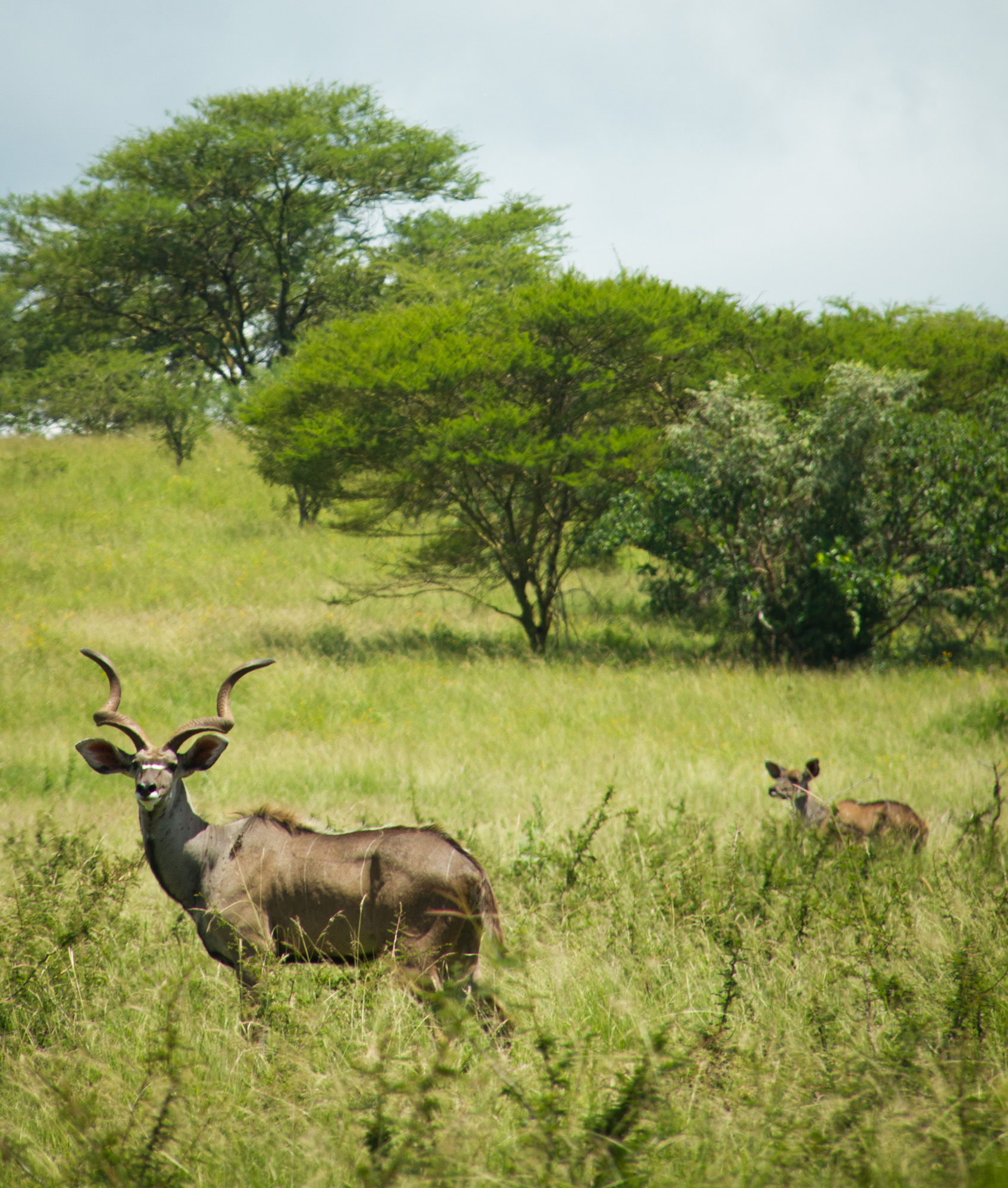
نيالا الجبل في حديقة ناشيسار الوطنية، واحدة من العديد من محميات الحياة البرية في إثيوبيا.

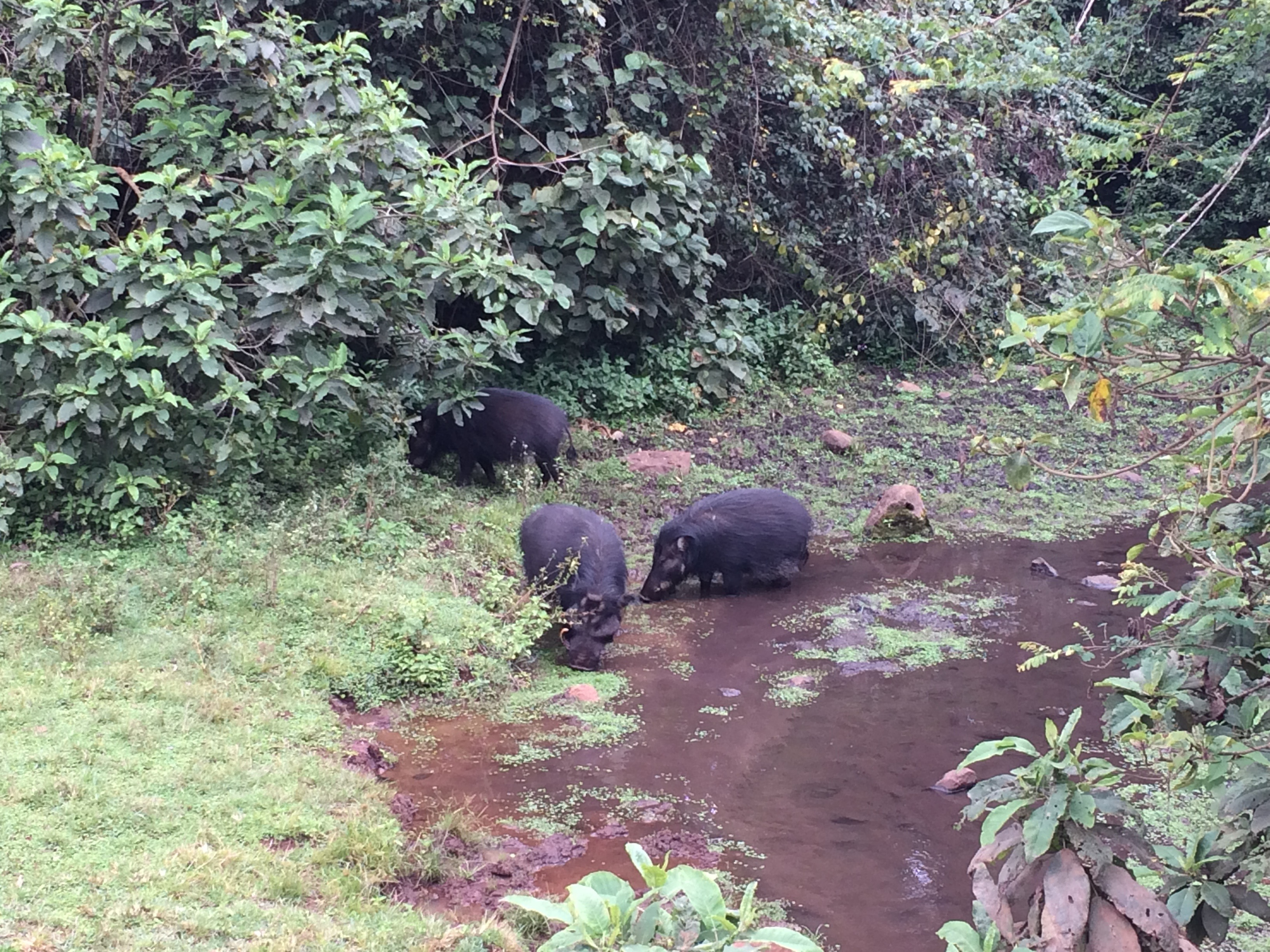
ثلاثة خنازير في غابة هارينا العملاقة.

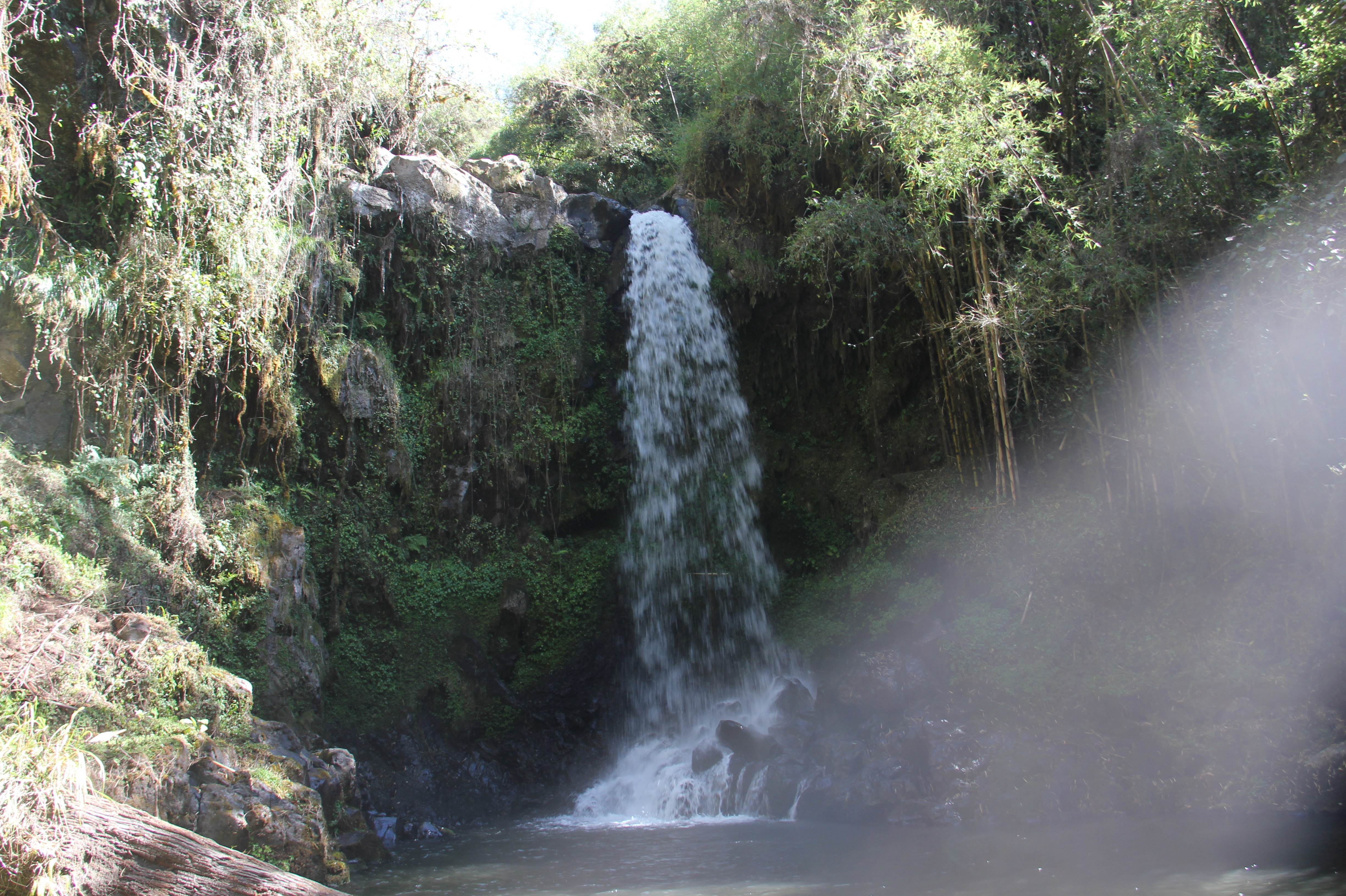
شلال في أحد غابات إثيوبيا.

إزالة الغابات هي مصدر قلق كبير لإثيوبيا، وتشير الدراسات أن فقدان الغابات يساهم في تآكل التربة، وفقدان المغذيات في التربة، وفقدان الموائل الحيوانية والحد من التنوع البيولوجي. في بداية القرن ال20 حوالي 420,000 كم² أو 35% من الأراضي في إثيوبيا تغطيها الأشجار ولكن الأبحاث الحديثة تشير إلى أن الغطاء الحرجي الآن ما يقرب من 11.9% من المساحة. إثيوبيا هي واحدة من سبعة مراكز أساسية ومستقلة من أصل النباتات المزروعة في العالم.[بحاجة لمصدر]
إثيوبيا تفقد ما يقدر ب 1,410 كم² من الغابات الطبيعية كل عام. بين عامي 1990 و 2005 فقدت البلاد ما يقرب من 21,000 كم². [بحاجة لمصدر]
تتكون برامج الحكومة الحالية للسيطرة على إزالة الغابات من خلال التعليم، وتعزيز برامج إعادة التشجير وتوفير المواد الخام البديلة لالأخشاب. في المناطق الريفية توفر الحكومة أيضا مصادر الوقود غير الخشبية والوصول إلى أراض غير حرجية لتعزيز الزراعة دون تدمير الموائل الغابات.
منظمات مثل SOS ومزرعة أفريقيا يعملون مع الحكومة الاتحادية والحكومات المحلية لإنشاء نظام لإدارة الغابات. من العمل مع منحة قدرها حوالي 2300000 € بدأت الحكومة الإثيوبية مؤخرا تدريب الناس على الحد من تآكل واستخدام الري السليم والتقنيات التي لا تسهم في إزالة الغابات. وهذا المشروع بمساعدة أكثر من 80 مجتمعات.

## التركيبة السكانية
| السكان في إثيوبيا | السكان في إثيوبيا | السكان في إثيوبيا | السكان في إثيوبيا |
| السنة             | المليون           | الفرق             |                   |
| ----------------- | ----------------- | ----------------- | ----------------- |
| 1950              | 18.4              | -                 |                   |
| 1960              | 22.5              | 4.1               |                   |
| 1970              | 29.0              | 6.5               |                   |
| 1980              | 35.4              | 6.4               |                   |
| 1990              | 48.3              | 12.9              |                   |
| 2000              | 65.6              | 17.3              |                   |
| 2010              | 82.9              | 17.3              |                   |
| 2013              | 93.8              | >10.9             |                   |

ازداد عدد سكان إثيوبيا من 33.5 مليون في 1983 حتى 93,800,000 في عام 2013. وكان عدد السكان فقط حوالي 9 ملايين في القرن ال19.
تظهر نتائج تعداد السكان والمساكن لعام 2007 أن عدد سكان إثيوبيا نما بمتوسط المعدل السنوي 2.6% بين عامي 1994 و 2007، انخفاضًا من 2.8% خلال الفترة 1983-1994. حاليًا، فإن معدل النمو السكاني هو من بين أفضل عشر دول في العالم. ومن المتوقع أن ينمو إلى ما يزيد على 210 ملايين بحلول عام 2060، والتي ستكون زيادة عن تقديرات 2011 من قبل عامل من نحو 2.5 السكان.
توصف أثيوبيا بمتحف الشعوب كونها تحتضن أعراق وقوميات مختلفة، يتنوع سكان أثيوبيا تنوعًا كبيرًا، فالبلاد تحتوي على أكثر من 80 مجموعة عرقية مختلفة. وفقا للتعداد الوطني الإثيوبي من عام 2007، أورومو هي أكبر جماعة عرقية في إثيوبيا، بنسبة 34.4% من سكان البلاد، أمهرة تمثل 27.0% من سكان البلاد، في حين أن العرقية الصومالية[ ؟ ] وتيغري تمثل 6.22% و 6.08% من السكان على التوالي. المجموعات العرقية الأخرى البارزة هي كما يلي: سيداما 4.00٪، 2.52% كوراج، ولايتا 2.27٪، 1.73% عفار، هدية 1.72٪، 1.49% الإعراس وغيرها 12.6٪.
المجتمعات الأفرو آسيوية يشكلون غالبية السكان. ومن بين هؤلاء، غالبًا ما يشير المتحدثون الساميون مجتمعة إلى أنفسهم على أنهم شعب الحبشة، الشكل العربي لهذا المصطلح (الحبشة) هو أساس اشتقاقي من «الحبشة»، الاسم السابق لإثيوبيا في اللغة الإنجليزية واللغات الأوروبية الأخرى. بالإضافة إلى ذلك، يتحدث الصحراء النيلية-الأقليات العرقية النيلية تسكن المناطق الجنوبية من البلد؛ ولا سيما في مناطق من إقليم غامبيلا الواقعة على الحدود مع جنوب السودان. أكبر المجموعات العرقية بين هذه تشمل النوير وأنواك.
في عام 2009، استضافت إثيوبيا عددًا من اللاجئين وطالبي اللجوء والذي بلغ عددهم حوالي 135,200. وجاءت غالبية هذه الفئة من السكان من الصومال (حوالي 64,300 نسمة)، إريتريا (41,700)، والسودان (25,900).

### الدين

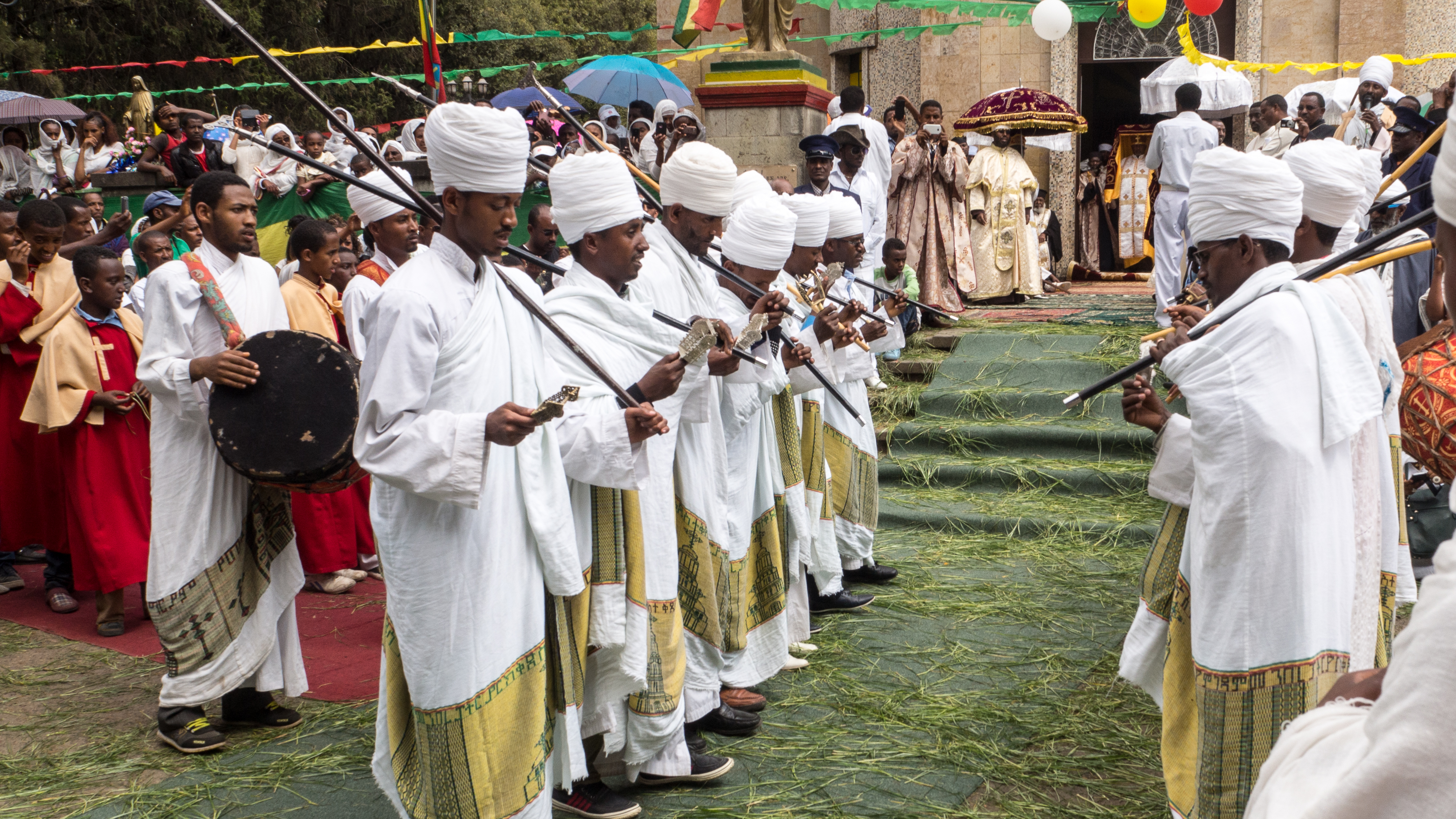
كهنة مسيحيون أرثذوكس يرقصون أثناء إحتفال، ترجع تاريخ المسيحية في اثيوبيا عندما تبني عيزانا ملك اكسوم لها كدين رسمي للمملكة بين 320م و360م.

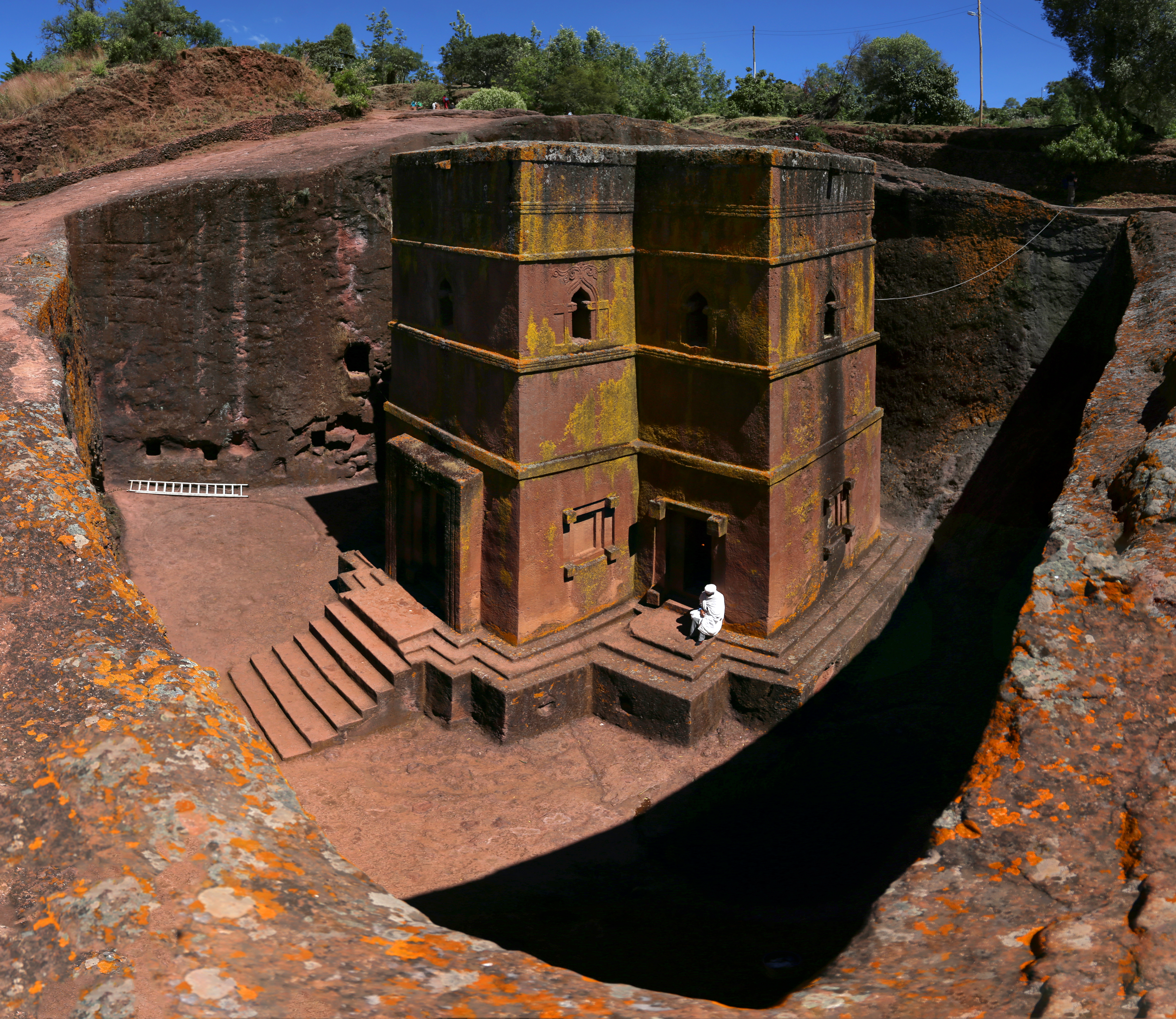
في كنيسة القديس جورج المحفورة في الصخر في اليبيلا هو مواقع التراث العالمي لليونسكو.

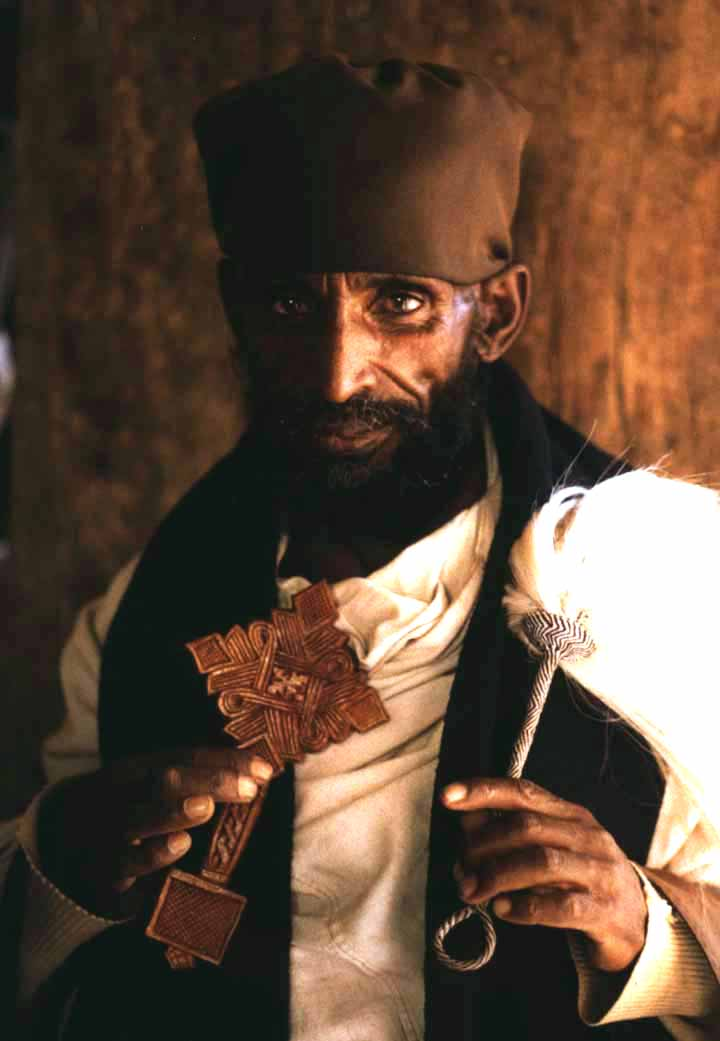
قس أرثذوكسي إثيوبي.

إثيوبيا دولة علمانية ويضمن الدستور حرية المعتقد والدين، طبقاً لآخر إحصاءٍ وطني للسكان 2007، يشكل المسلمون 30.9% من سكانِ البلادِ والمسيحيونون نسبة 66.5%، (43.5 % أرثوذكسي أثيوبي، 19.3% طوائف أخرى كبروتستانت وكاثوليك)، وممارسو المعتقداتِ التقليديةِ 2.6% هذا يُوافقُ كتابَ حقائق وكالة المخابرات المركزيةِ المُجَدَّدةِ العالميِ، تمارس الديانة المسيحية على نحو واسع في إثيوبيا المسيحية أرثذوكسية لَها تاريخ طويلة في إثيوبيا تَعُودُ إلى القرن الأولِ، حضور مهيمن في وسط وشمال إثيوبيا. كلتا المسيحية الأرثوذكسية والبروتستانتية لَها وجود كبير في جنوب وغرب إثيوبيا. هناك أيضًا مجموعة قديمة صغيرة مِنْ اليهود، (يسمون بـ بيت إسرائيل)، يَعِيشُون في شمال غرب إثيوبيا، ومع ذلك أكثرهم هاجرَ إلى إسرائيل في العقود الأخيرة للقرنِ العشرين كجزء مِنْ مهماتِ الإنقاذِ التي قامت بها الحكومة الإسرائيلية، «عملية موسى» و«العملية سليمان» يَعتبٍر بَعْض العلماءِ الإسرائيليينَ واليهودِ هؤلاء اليهود الإثيوبيينِ بأنهم القبيلة الإسرائيلية المفقودة.
مملكة أكسوم (في شمال شرق إثيوبيا) كَانتْ واحدة من أوائل الأنظمة السياسية التي اعتنقت المسيحية رسميًا، عندما اعتنق فرومنتيوس من صور، المسمى فريمناتوس أو أبا سيلاما ("أبو السلام") في إثيوبيا، الإمبراطور إيزانا خلال القرن الرابع، ويَعتقدُ الكثيرُ بأنّ بشارة الإنجيل دَخلَت إثيوبيا قبل ذلك بكثير، عندما زار الوزير (المسؤولِ الملكيِ) كما وصف في الكتاب المقدس في سفر أَعمال 8:26-39 بوزير كنداكة والذي عمّده القديس فيليب، الداعية في الفصل الثامنِ أعمال الرُسلِ. اليوم، كنيسة التوحيدية الإثيوبية الأرثذوكسية، هي جزء من كنائس الأرثوذكس المشرقين، وتعد الطائفة الأكبر في البلاد، مع وجود عدد مِنْ البروتستانت كما يطلق عليهم إثيوبيا باسم بنتاي (Pentay) منذ أن وَجدَ القرن الثامن عشرَ هناك a صغير نسبياً (uniate) الكنيسة الكاثوليكية الإثيوبية وجدت في القرن الثامن عشر وهي طائفة صغيرة العدد أقل من 1% وتتبع بابوية الفاتيكان.
إنّ الاسمَ «إثيوبيا» (بالعبرية كوش) مَذْكُورةُ في التوراةٍ في مرات عديدة (سبعة وثلاثون مرة). الحبشة تُذْكَرُ أيضاً في الإسلام في الأحاديث النبوية. يَعتقدُ أكثر العلماءِ غيرِ الإثيوبيين بأنّ استعمالَ التعبيرِ أشارَ إلى مملكةِ كوش خصوصًا أَو أفريقيا خارج مصر عُموماً
الإسلام في إثيوبيا يَعُودُ إلى تأسيس الدينِ الإسلامي في 615 ميلادية، عندما نصح الرسول محمد - صلى الله عليه وسلم - أصحابه (الصحابة) للنَجاة من الاضطهاد في مكة المكرمة ويُهاجروا إلى الحبشة (التي تضم حاليا إثيوبيا واريتريا وصومال) وكان آنذاك الملك هو أصحمه بن أبجر النجاشي.
علاوة على ذلك، هناك أديان أفريقية أصلية عديدة في إثيوبيا، بشكل رئيسي واقعة في المنطقة الجنوبية الغربيةِ البعيدةِ والمناطق الحدوديةِ الغربيةِ. عُموماً، يَعِيشُ المسيحيين عموماً في المرتفعاتِ، بينما المسلمون وأتباع الأديانِ الأفريقيةِ التقليديةِ يَمِيلونَ إلى سُكُون المناطقِ السهليَّةِ الأكثرِ في الشرقِ وجنوب البلادِ.
إثيوبيا أيضاً الوطنُ الروحيُ لحركةِ راستفاري، الذي يَعتقدُ أتباعُها أن إثيوبيا هي صهيونَ. وأن الإمبراطور هيلاسيلاسي هو السيد المسيح، وقد رفضهم الإمبراطور هيلاسيلاسي وبل وطردهم لأنه كَانَ مسيحياً أورثوذوكسياً إثيوبياً بثبات .

### الحبشة والإسلام

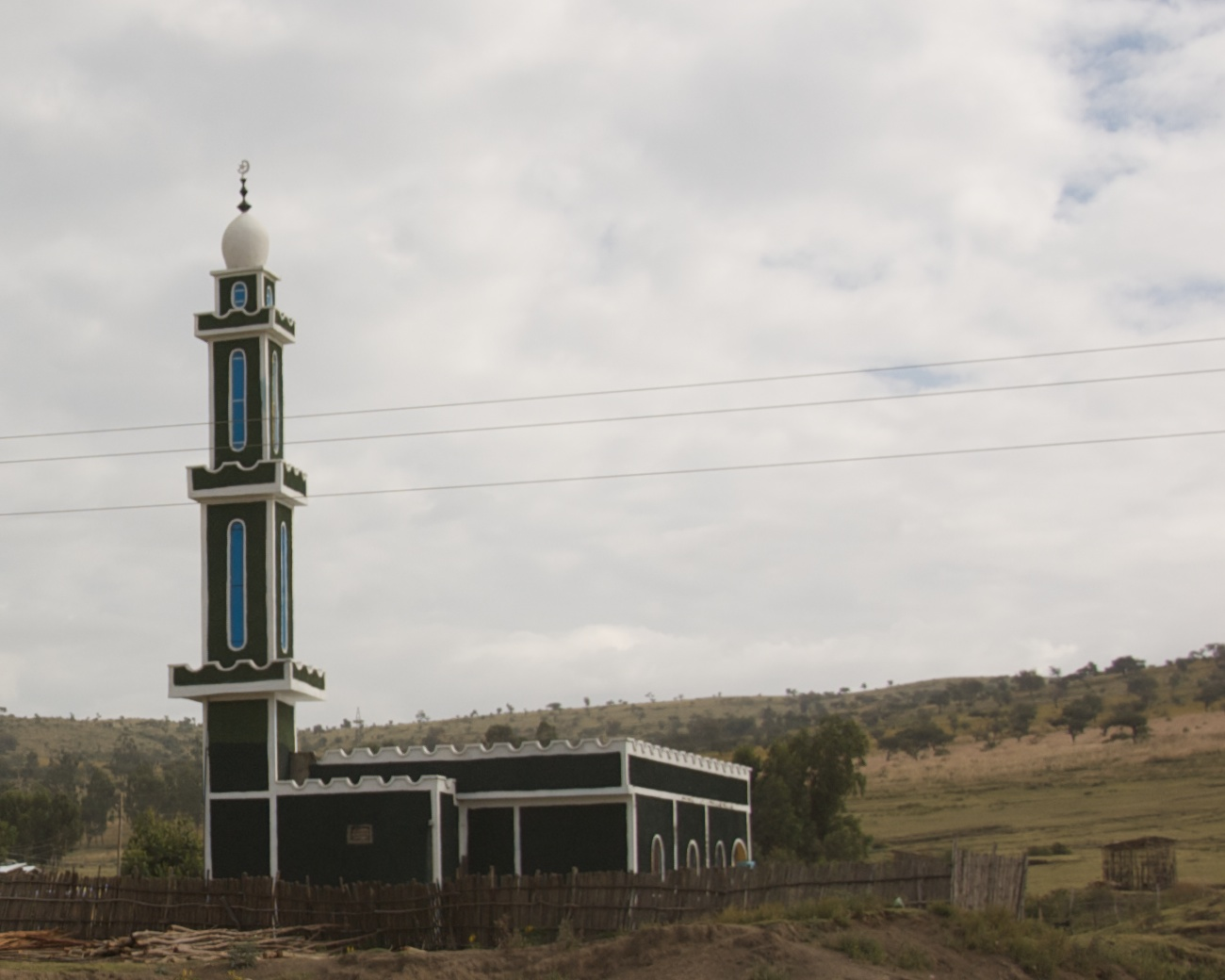
مسجد في إثيوبيا.

يعود تاريخ الإسلام في إثيوبيا إلى البدايات الأولى لظهور الإسلام عندما نصح النبي محمد صلى الله عليه وسلم مجموعة من أتباعه بالهجرة إلى بلاد الحبشة هربًا من الاضطهاد في مكة المكرمة وكان هذا في العام 615 م. تعرف الأدبيات الإسلامية ملك بلاد الحبشة في تلك الفترة بأنه النجاشي أصحمة بن أبجر الذي يذكر على أنه ملك مسيحي تقي. كان هذا هو أصحمة بن أبجر الذي استقبل الصحابة المهاجرين إليه ووفر لهم الحماية. علاوة على ذلك، فإن بلال بن رباح، أول مؤذن للصلاة في الإسلام والشخص المختار من الرسول لدعوة المؤمنين للصلاة، كان من الحبشة (إريتريا وإثيوبيا إلخ). في الواقع كانت أكبر مجموعة عرقية من الصحابة من غير العرب كانت من الإثيوبيين.
وفقا للبيانات الحكومية CSA 2007 أحدث المسلمون 33.9% من السكان، ارتفاعًا من 32.8% في عام 1994 (وفقا لبيانات التعداد من ذلك العام). وزارة الخارجية الأمريكية، ولكن، يقدر أن الأرثوذكسية الإثيوبية تشكل حوالي 40-45% من السكان معظم المسلمين الإثيوبيين هم من السنة، وبعض تنتمي إلى مختلف الطرق الصوفية. الإسلام وصل لأول مرة في إثيوبيا في 614 مع الهجرة الأولى إلى الحبشة. أديس أبابا عاصمة إثيوبيا، هي موطن لحوالي مليون مسلم. في حين أن المؤمنين يمكن العثور عليهم في كل مجتمع تقريبا، والإسلام هو الأكثر انتشارًا في الأقاليم: الصومالية (98.4٪)، عفار (95.3٪) وأوروميا (47.5٪).

## النظام السياسي
سياسة إثيوبيا تجري في إطار جمهورية برلمانية اتحادية، حيث رئيس الوزراء هو رئيس الحكومة. تتولى الحكومة السلطة التنفيذية، وتناط السلطة التشريعية الاتحادية لكل من الحكومة ومجلسي البرلمان. استنادا إلى المادة 78 من الدستور الإثيوبي 1994، فان السلطة القضائية مستقلة تماما عن السلطة التنفيذية والسلطة التشريعية. وفقًا لذا إيكونومست في مؤشر الديمقراطية الذي نشر في أواخر عام 2010، فان إثيوبيا هي «نظام استبدادي»، لتحتل بذلك المرتبة 118 من أصل 167 بلدًا. لقد تراجع تصنيف إثيوبيا 12 مرتبة على القائمة منذ عام 2006، ويعزى التقرير هذا التراجع إلى حملة النظام على أنشطة المعارضة ووسائل الإعلام، والمجتمع المدني قبل الانتخابات البرلمانية لعام 2010، والتي يقول التقرير عنها أنها جعلت إثيوبيا بحكم الأمر الواقع دولة الحزب الواحد.

### الحكومة
وعقدت لانتخاب الجمعية التأسيسية في إثيوبيا 547 مقعدا في يونيو 1994. اعتمدت هذه الجمعية دستور جمهورية إثيوبيا الديمقراطية الاتحادية في ديسمبر 1994. وأجريت الانتخابات لأول برلمان في إثيوبيا وطني اختيار شعبيا والمجالس التشريعية الإقليمية في مايو ويونيو 1995، اختار معظم أحزاب المعارضة إلى مقاطعة هذه الانتخابات. كان هناك انتصار ساحق للجبهة الشعبية الإثيوبية الديمقراطية الثورية. وخلص المراقبون الدوليون والمنظمات غير الحكومية أن أحزاب المعارضة لم يكن ليتمكن من المشاركة كانوا قد اختارت أن تفعل ذلك.
تم تثبيت الحكومة الحالية من إثيوبيا في أغسطس 1995. وكان أول رئيس نيجاسو جيدادا، عززت الحكومة التي يقودها الحزب الحاكم من رئيس الوزراء ملس زيناوي سياسة الفيدرالية العرقية وتسند صلاحيات كبيرة للسلطات والإقليمية على أساس عرقي. في إثيوبيا اليوم تسع مناطق حكم شبه ذاتي الإدارية التي لديها القدرة على جمع وإنفاق الإيرادات الخاصة بها. في ظل الحكومة الحالية، وتقييد بعض الحريات الأساسية، بما في ذلك حرية الصحافة. المواطنون يفتقرون إلى وسائل الإعلام الأخرى من الشبكات المملوكة للدولة، ومعظم الصحف الخاصة النضال على أن تبقى مفتوحة ويعانون من المضايقات الدورية من الحكومة. واعتقل ما لا يقل عن 18 صحفيًا كانو قد كتبوا مقالات تنتقد الحكومة بعد انتخابات عام 2005 عن جرائم الإبادة الجماعية واتهامات بالخيانة. تستخدم الحكومة قوانين الصحافة التي تنظم تشهير لتخويف الصحافيين الذين ينتقدون سياساتها.
تم انتخاب حكومة زيناوي في عام 2000 في أول انتخابات متعددة الأحزاب في إثيوبيا، ولكن كان لانتقادات شديدة النتائج وفقا لمراقبين دوليين ونددت بها المعارضة وصفها بأنها مزورة. الحزب الحاكم فاز أيضًا في انتخابات عام 2005 عودة زيناوي إلى السلطة. على الرغم من أن التصويت معارضة متزايدة في الانتخابات، فإن كلا من المعارضة ومراقبين من الاتحاد الأوروبي وغيرهما وقال ان التصويت لا تفي بالمعايير الدولية للانتخابات عادلة وحرة وقالت أن الشرطة الإثيوبية قد ذبحوا 193 متظاهر، معظمهم في العاصمة أديس ابابا، في أعمال العنف في أعقاب انتخابات أيار 2005 في مجزرة الشرطة الإثيوبية.
بدأت الحكومة حملة في المحافظات وكذلك، في حالة أوروميا السلطات تستخدم المخاوف بشأن التمرد والإرهاب لاستخدام التعذيب، والسجن، وأساليب قمعية أخرى لإسكات المنتقدين بعد الانتخابات، وخصوصًا الناس متعاطفين مع المعارضة المسجلة حزب المؤتمر الوطني أورومو. وقد شاركت الحكومة في صراع مع متمردين في منطقة أوغادين منذ عام 2007. وكان أكبر أحزاب المعارضة في عام 2005 الائتلاف من أجل الوحدة والديمقراطية المعارض. بعد انقسامات داخلية شتى، وضعت معظم قادة حزب ائتلاف الوحدة والديمقراطية والوحدة الوطنية الجديدة من أجل الديمقراطية وحزب العدالة بزعامة القاضي بيرتوكان ميديكسا. وقال عضو من جماعة عرقية في البلاد أورومو، والسيدة بيرتوكان ميديكسا هي أول امرأة تقود حزبا سياسيا في إثيوبيا.
أدى نواب الشعب في أورومو اعتبارا من عام 2008، أعلى أحزاب المعارضة الخمسة هي الوحدة من أجل الديمقراطية والعدالة برئاسة القاضي بيرتوكان ميديكسا، القوات الإثيوبية الديمقراطية المتحدة بقيادة بطرس Dr.Beyene، يرأس أورومو الحركة الديمقراطية الفدرالية الدكتور بولتشا ديميكسا من قبل الدكتور ميرارا غودينا، والولايات المتحدة الإثيوبية الحزب الديمقراطي حزب-ميدهين بقيادة يديتو أياليو.

### التقسيمات الإدارية

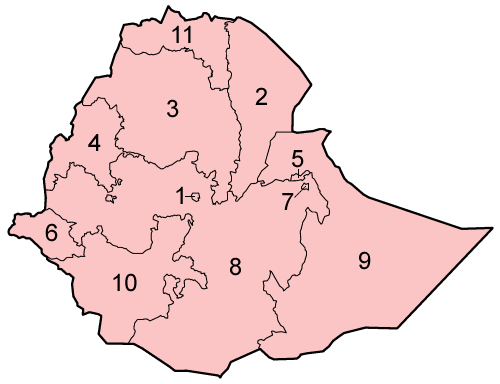
أقاليم إثيوبيا العرقية

قبل عام 1996 كانت إثيوبيا مقسمة إلى 13 إقليمًا أغلبها بنيت على أسس تاريخية. إثيوبيا الآن لديها نظام حكومة يتكون من ثلاثة مستويات للحكومة الاتحادية حيث تشرف على التقسيمات الإدارية على أساس عرقي، والمقاطعات (ورداس)، والأحياء (كيبيلي). قامت حكومة الجبهة الشعبية لتحرير إثيوبيا بتقسيم إثيوبيا إلى تسع مناطق (بالأمهرية: ክልሎች «كيليلوتش»، ومفردها: «كيليل») حسب الأعراق. وهم:
- عفار
- أمهرة
- بني شنقول - قماز
- جامبلا
- هررجي
- أوروميا
- أوجادين
- الأمم الجنوبية
- تيغراي (إقليم)

وبالإضافة إلى ذلك هناك مدينتان ذواتا وضع خاص (بالأمهرية: አስተዳደር አካባቢዎች «أستدادر أكبابيوتش»):
- أديس أبابا
- ديري داوا.

### حقوق الإنسان
بحسب الاستطلاعات في عام 2003 من قبل اللجنة الوطنية المعنية بالممارسات التقليدية في إثيوبيا، والزواج عن طريق حسابات واختطاف 69% من الزيجات في البلاد، مع حوالي 80% في أكبر منطقة، أوروميا، ويصل إلى 92% في دول الجنوب، قوميات والمنطقة الشعبية.

## اقتصاد

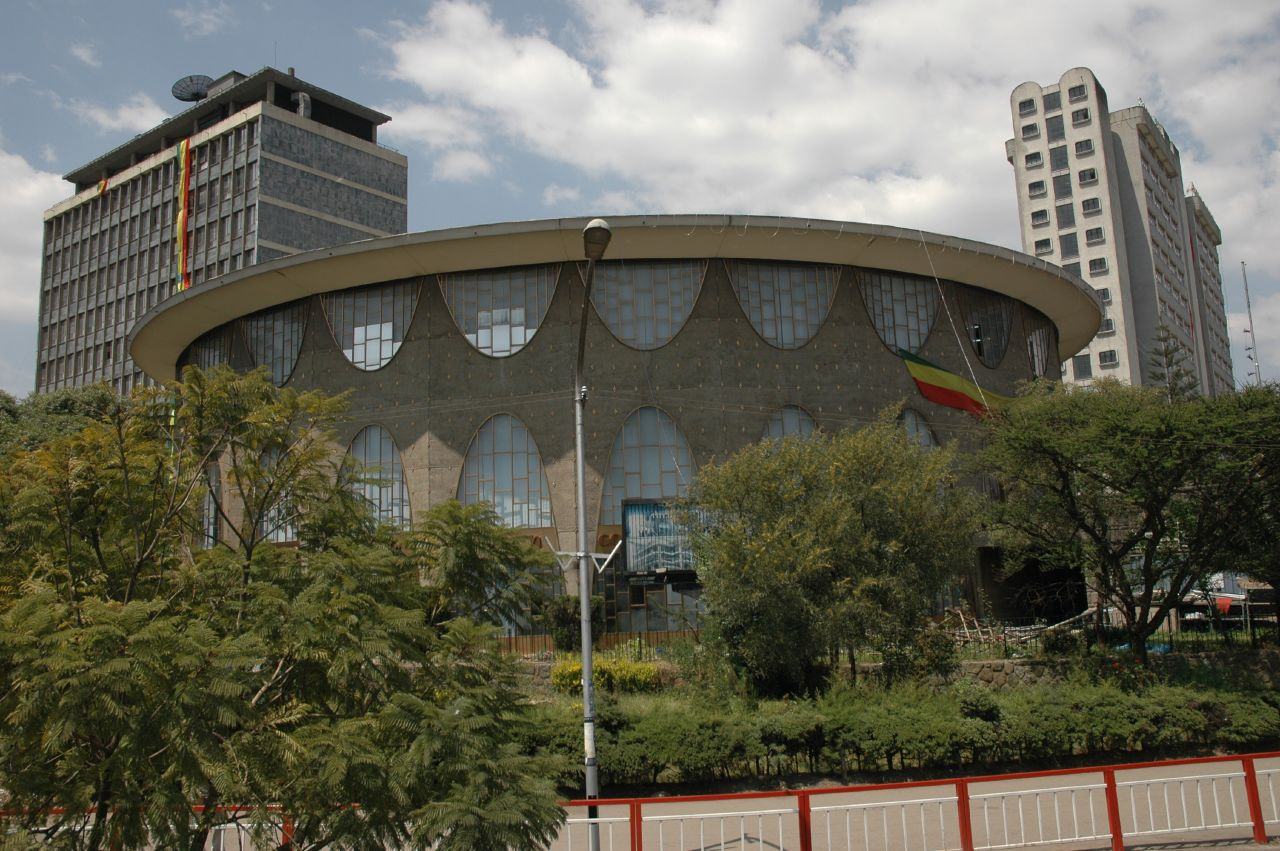
البنك التجاري الإثيوبي في أديس أبابا.

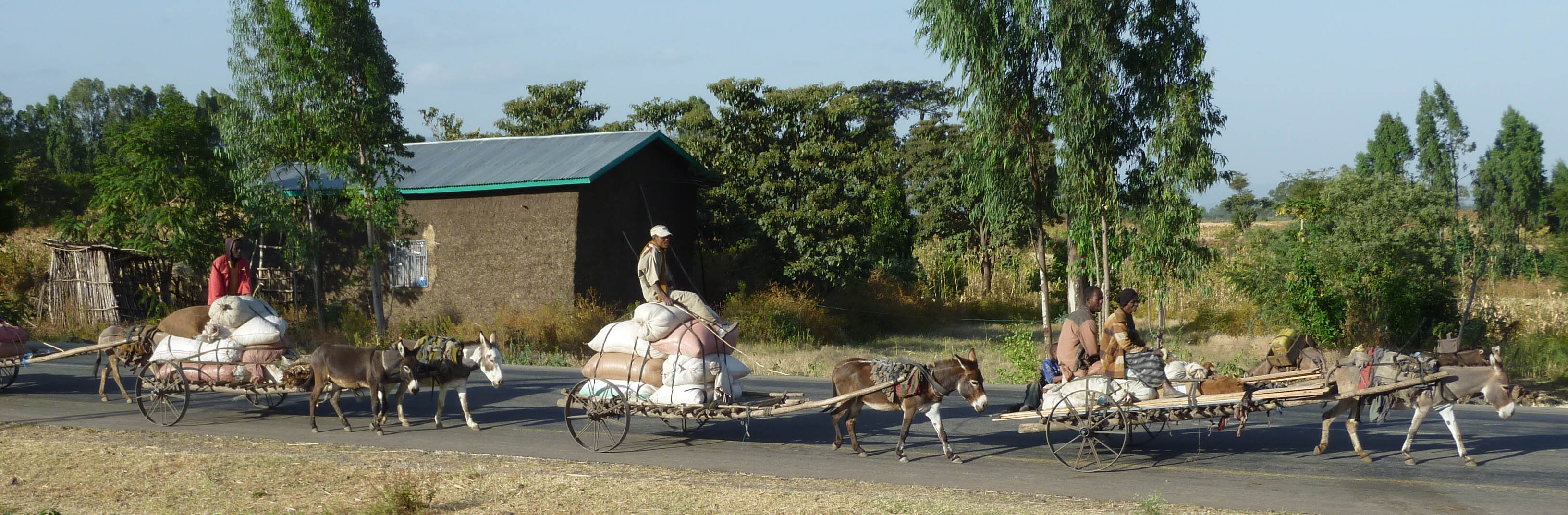
قرية إثيوبية.

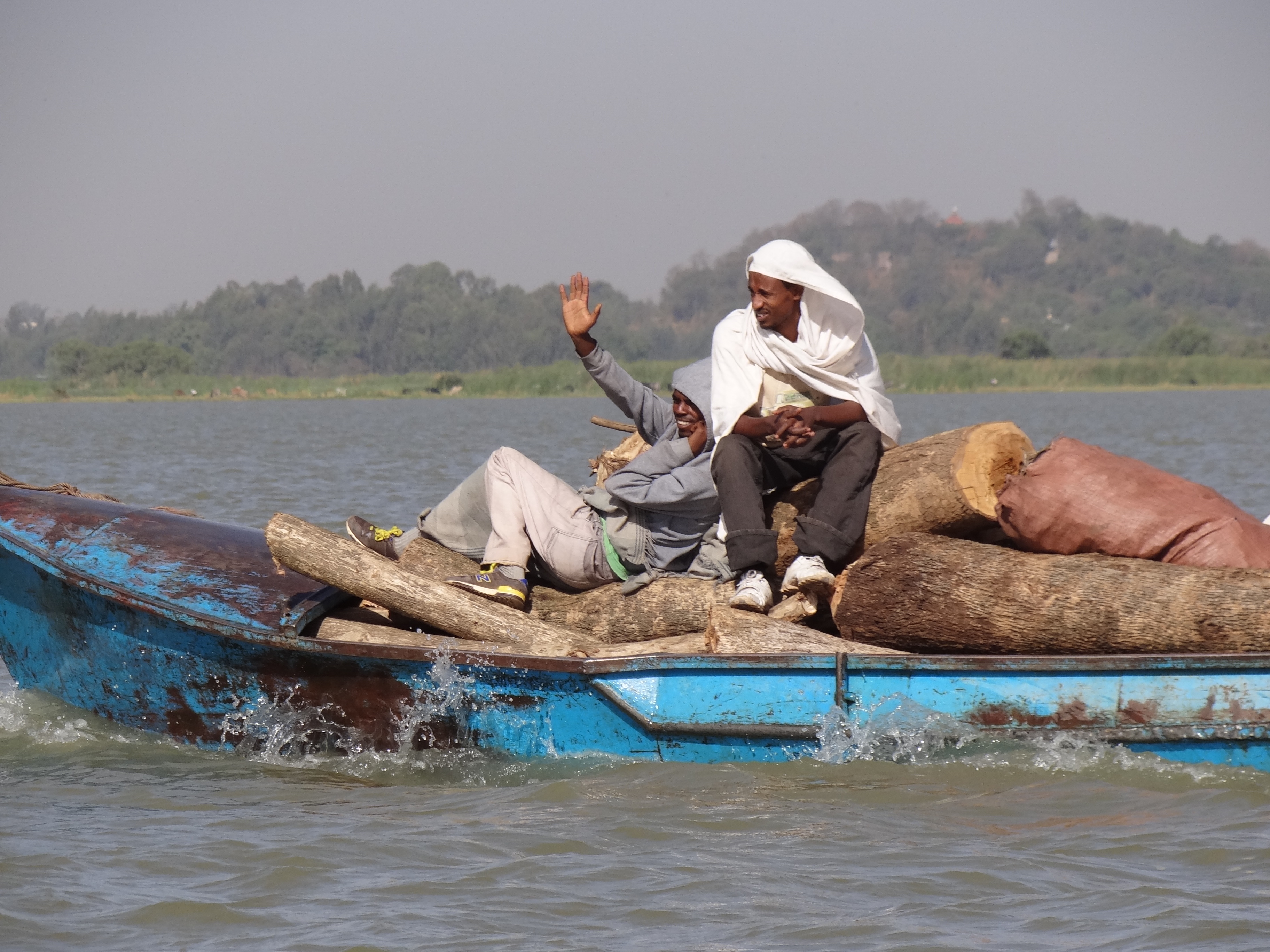
صيادون علي مركب في بحر دار.

تعتبر إثيوبيا من أسرع البلدان غير المنتجة للنفط نمواً في أفريقيا في عامي 2007 و 2008، وعلى الرغم من هذا النمو إلا أن الناتج المحلي الإجمالي يعتبر من الأقل عالميا كما يواجه اقتصاد إثيوبيا مشاكل بنيوية، بدأ بذل الجهد للإصلاح في العام 1991 ولكنه ما زال متواضع حيث تظل القدرة على الإنتاج الزراعي متواضعة كما أنها معرضّة للجفاف بين الفينة والأخرى. بدأت فعالية الجهد المبذول في الظهور خاصة بنمو اقتصادي بلغت نسبته 10% بين 2003-2008 ولكن حتى مع هذه النسبة يظل الفقر مشكلة أساسية تواجهها البلد.
لكن في العام 2016 حققت إثيوبيا نموا اقتصاديا 8.1 بالمئة، كم استطاعت الحكومة تقليل عدد السكان الذين يعيشون تحت خط الفقر بنسبة 50 بالمئة في ما زال هناك 22 بالمئة يعيشون تحت خط الفقر.
أثيوبيا أطلقت خطة إصلاحات هيكلية بهدف التحول إلى دولة صناعية، إستراتيجية التحول الاقتصادي تركز على الصناعات وتقليل الاعتماد على الزراعة، قطاع الصناعة حقق نمواً بنسبة 18.5 بالمئة تمثل 12 بالمئة من الناتج المحلي، كما أنشأت عددا من المناطق والمجمعات الصناعية تضم ألاف المصانع العاملة.
10 قطاعات للتصنيع في إثيوبيا تشمل السيارات والنسيج والأدوية والمعدات الثقيلة.
يشار لإثيوبيا باسم برج المياه في شرق أفريقيا لأن العديد من الأنهار تنبع من أراضيها المرتفعة، كما أن لديها أكبر احتياطي للمياه في أفريقيا.

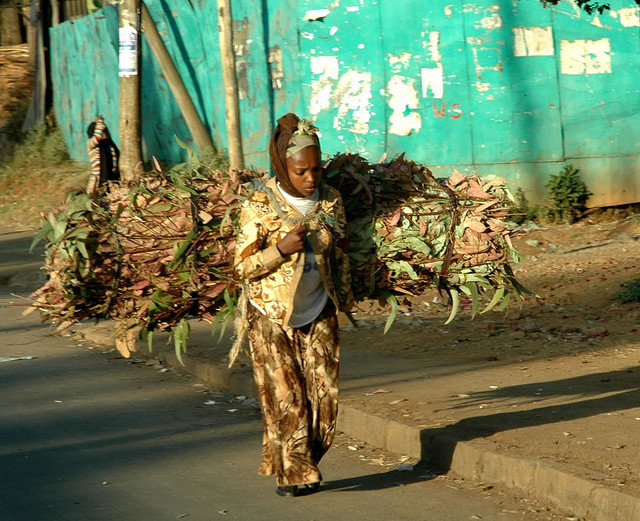
فلاحة تجمع الحصاد في أديس ابابا.

### الزراعة
تساهم الزراعة تقريبا بما مقداره 43% من الناتج المحلي الإجمالي، 80% من الصادرات وتُشغّل 85% من إجمالي حجم القوى العاملة في البلد. تعتمد أغلب الأنشطة الاقتصادية الأخرى على الزراعة ويشمل ذلك التسويق، معالجة المنتوجات والتصدير.
المحاصيل الرئيسية من ناحية الإنتاج هي الاسم المنسوب لأب، البقوليات، البذور الزيتية، الحبوب، البطاطس، قصب السكر والخضروات.

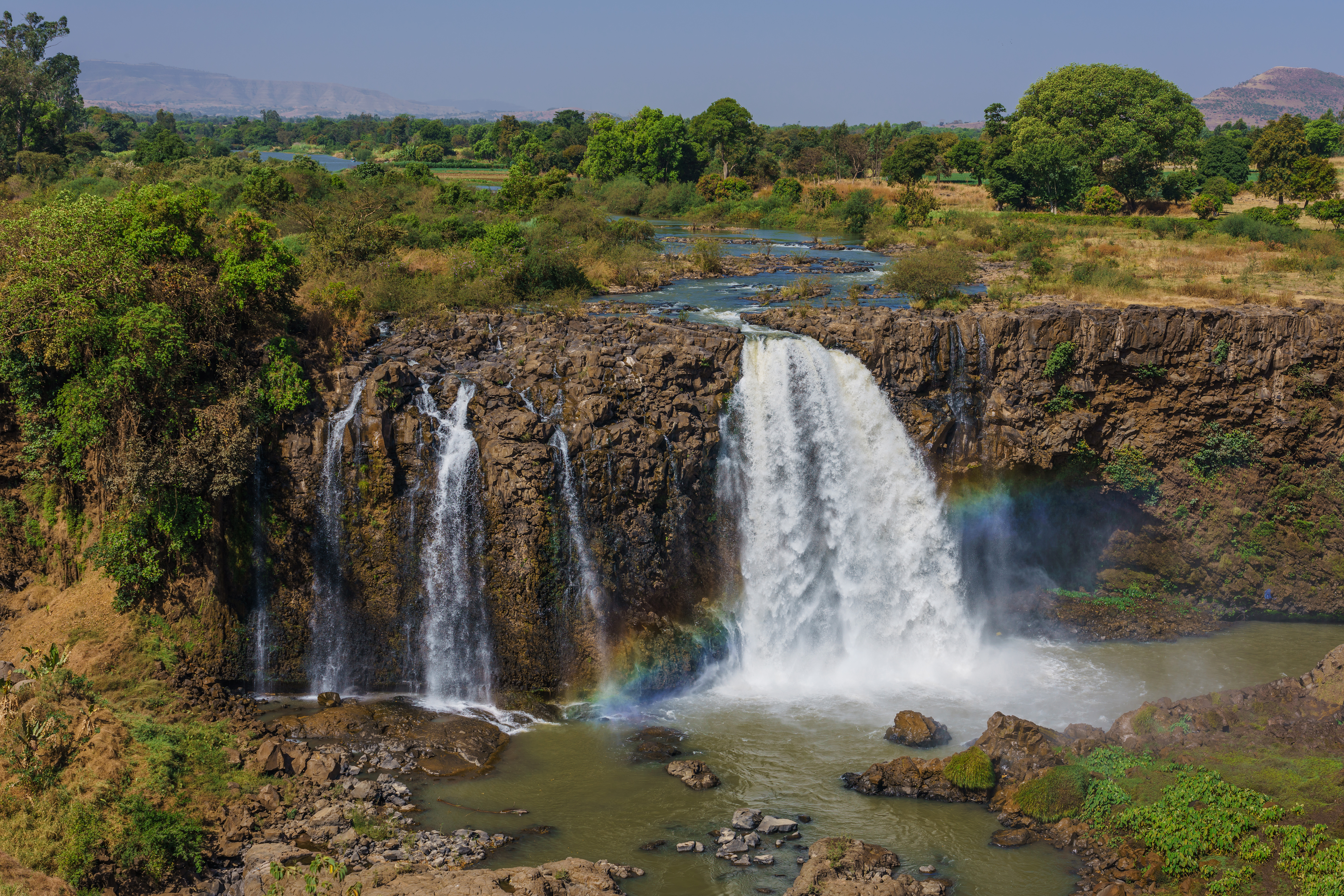
شلالات النيل الأزرق في تيس عيسات بالقرب من بحر دار، إثيوبيا.

### الصادرات

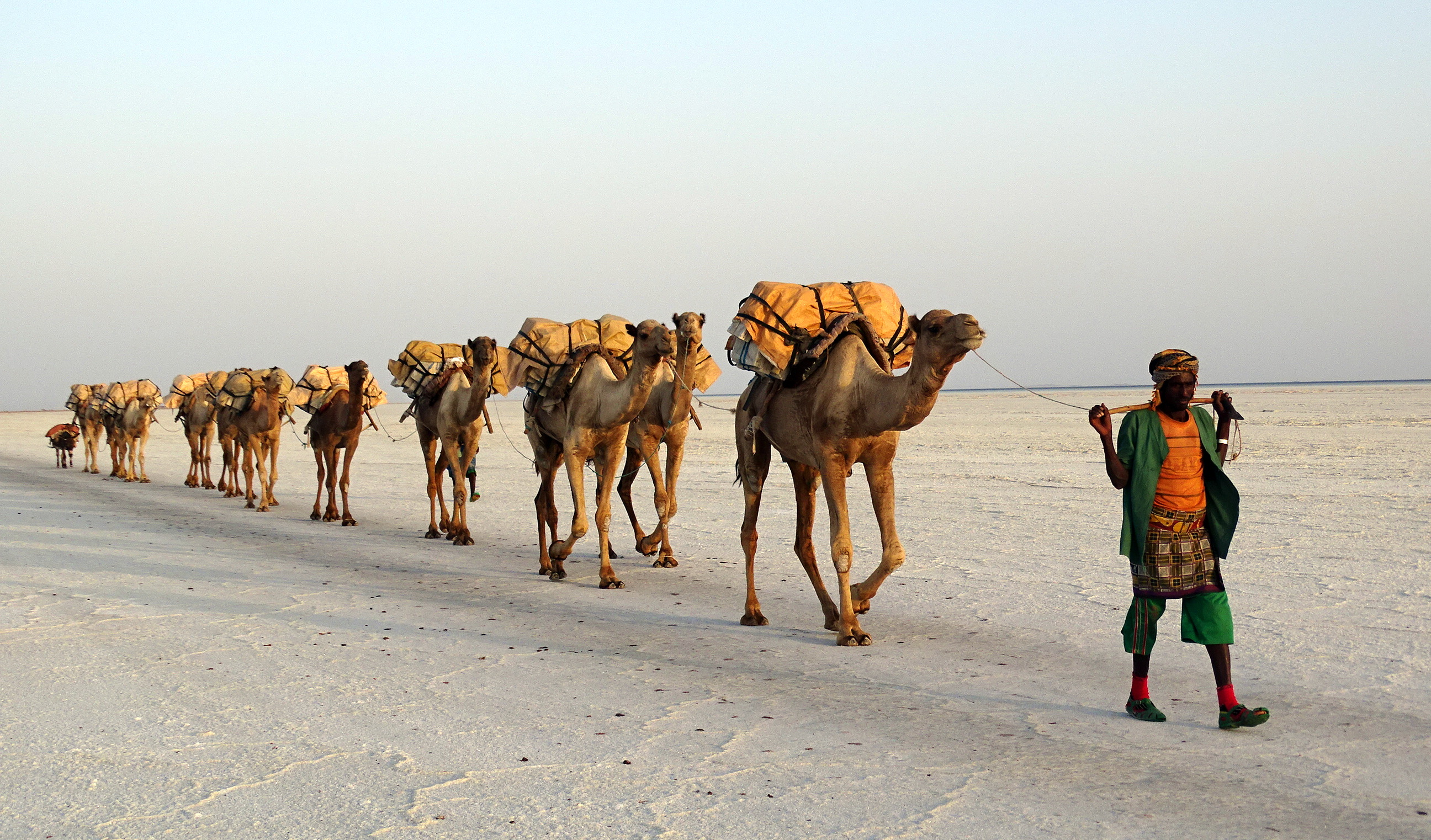
رجل إثيوبي ينقل الملح عبر الجمال.

إثيوبيا تنتج أكثر القهوة من أي بلد آخر في أفريقيا. القهوة قد تم توطينها في إثيوبيا.[بحاجة لمصدر]
وإثيوبيا هي أيضا أكبر منتج لل10 من الماشية في العالم. غيرها من سلع التصدير الرئيسية هي القات، والذهب، والمنتجات الجلدية، والبذور الزيتية. التطورات الأخيرة في قطاع زراعة الزهور وسائل تستعد إثيوبيا لتصبح واحدة من أعلى زهرة ومصدري النباتات في العالم.
بلغ إجمالي الصادرات من إثيوبيا في عام 2009/2010 المالية US1.4 مليار دولار. كينيا المجاورة مع نصف سكان إثيوبيا بتصدير بضائع قيمتها 5 مليارات دولار أمريكي خلال نفس الفترة.
التجارة عبر الحدود من قبل الرعاة في كثير من الأحيان غير رسمية وخارجة عن سيطرة الدولة وتنظيمها. ومع ذلك، في شرق أفريقيا، أكثر من 95% من التجارة عبر الحدود من خلال قنوات غير رسمية وتجارة غير رسمية من الماشية الحية والإبل والأغنام والماعز من إثيوبيا التي تباع في الصومال وكينيا وجيبوتي يولد تقدر قيمتها الإجمالية بين 250 دولار أمريكي والولايات المتحدة 300 مليون دولار سنويا (100 مرة أكثر من الرقم الرسمي). هذه التجارة يساعد على خفض أسعار المواد الغذائية، وزيادة الأمن الغذائي، والتخفيف من حدة التوتر على الحدود وتعزيز التكامل الإقليمي. ومع ذلك، هناك أيضا مخاطر باعتبارها غير المنظم وغير الموثقة طبيعة هذه التجارة تدير المخاطر، مثل السماح المرض من الانتشار بسهولة أكثر عبر الحدود الوطنية. وعلاوة على ذلك، فإن حكومة إثيوبيا غير راضية ظاهريا مع العائدات الضريبية المفقودة وعائدات النقد الأجنبي. المبادرات الأخيرة وسعت لتوثيق وتنظيم هذه التجارة.
ومع النمو البطيء للقطاع الخاص، والمنتجات الجلدية مثل تصميم حقائب أصبح تصديرها كبيرا، وأصبحت «تايتو» أول علامة مصمم الفاخرة في البلاد. إضافية منتجات التصدير الصغيرة وتشمل الحبوب والبقول والقطن وقصب السكر والبطاطا والجلود. مع بناء سدود جديدة ومتنامية مختلف مشاريع الطاقة الكهرومائية في جميع أنحاء البلاد، كما تخطط إثيوبيا لتصدير الطاقة الكهربائية إلى الدول المجاورة لها. ومع ذلك، لا تزال القهوة منتجاتها للتصدير وأهم صفقات مع علامة تجارية جديدة في جميع أنحاء العالم، بما في ذلك الصفقات الأخيرة مع ستاربكس، وتخطط الدولة لزيادة إيراداتها من القهوة. معظم الصدد موارد إثيوبيا المائية الكبيرة والمحتملة ب «النفط الأبيض» ومواردها القهوة لها باسم «الذهب الأسود».
البلاد لديها أيضا موارد معدنية كبيرة وإمكانات النفط في بعض المناطق الأقل يسكنها. عدم الاستقرار السياسي في تلك المناطق، ومع ذلك، فقد تحول دون تنمية. تورط الجيولوجيين الإثيوبية في عملية احتيال كبيرة من الذهب في عام 2008. ألقي القبض على أربعة من الكيميائيين والجيولوجيين هيئة المساحة الجيولوجية الإثيوبية في اتصال مع فضيحة الذهب وهمية، وبعد تلقي شكاوى من تجار في جنوب أفريقيا. عُثِر على سبائك الذهب من البنك الوطني لإثيوبيا أن تكون معدنية مذهبة من قبل الشرطة، ويكلف الدولة حوالي 17 مليون دولار أمريكي، وفقا لموقع شبكة العلوم والتنمية.

## النقل

### النقل الطرقي
تعتبر الطرق هي الوسيلة الأولى للتنقل في إثيوبيا، حيث تحتل 90% من إجمالي التنقل داخل البلد، وتغطي الشبكة الطرقية 46,369 كيلومتر، منها 6980 كيلومتر معبدة. تمتلك إثيوبيا طريقاً سياراً واحداً فقط، يعمل كمدار على العاصمة أديس أبابا.
تعتبر أديس أبابا هي المدينة الوحيدة في إثيوبيا التي توجد بها شركة حافلات للنقل الحضري.

### السكك الحديدية
يوجد خط قطار واحد فقط، يربط بين العاصمة أديس أبابا وجيبوتي ويمتد على 781 كيلومتر (فيها 681 كيلومتر داخل التراب الإثيوبي).

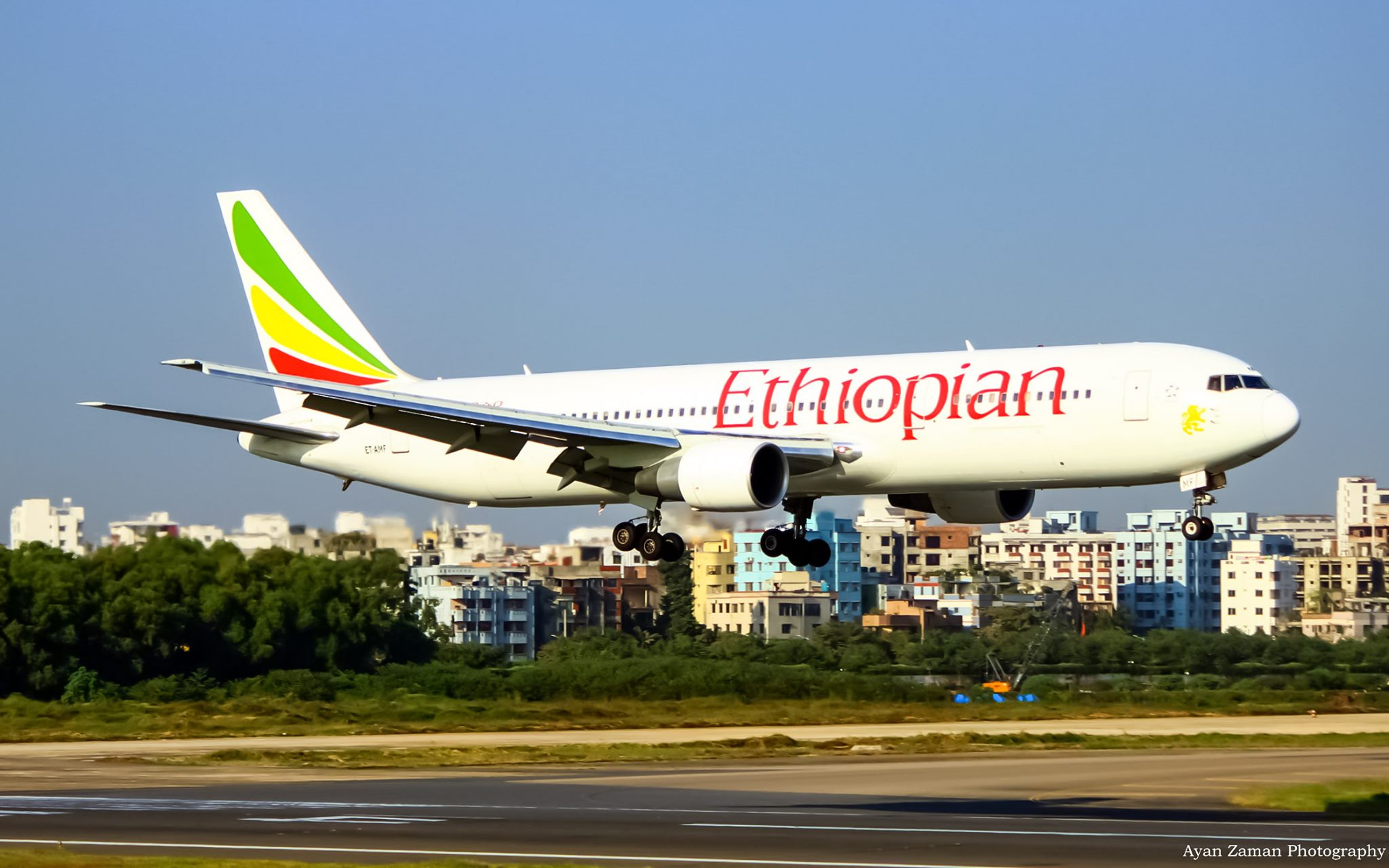
الخطوط الجوية الإثيوبية.

### النقل البحري
تستعمل إثيوبيا ميناء جيبوتي لإدخال جميع الواردات تقريبا، كما وتمتلك إثيوبيا شركة للنقل البحري.
وتوصلت في الأول من يناير 2024 إلى اتفاق لتأمين منفذ مباشر إلى البحر الأحمر عبر أرض الصومال، وهي منطقة انفصالية عن الصومال.

### النقل الجوي
تعتبر الخطوط الجوية الإثيوبية هي الناقل الجوي الوطني، وتمتلك إثيوبيا 84 مطار (15 منها معبدة)ويمكن لركاب الخطوط الاثيوبية العابرين بالعاصمة أديس أبابا كتوقف - لأكثر من ستة ساعات - التمتع بجولة سياحية مجانية في العاصمة أديس أبابا تشمل فيزا دخول مجانية وزيارة لأبرز المعالم السياحية هناك وتذوق القهوة الأثيوبية من موطنها الأصلي.

## المياة والطاقة

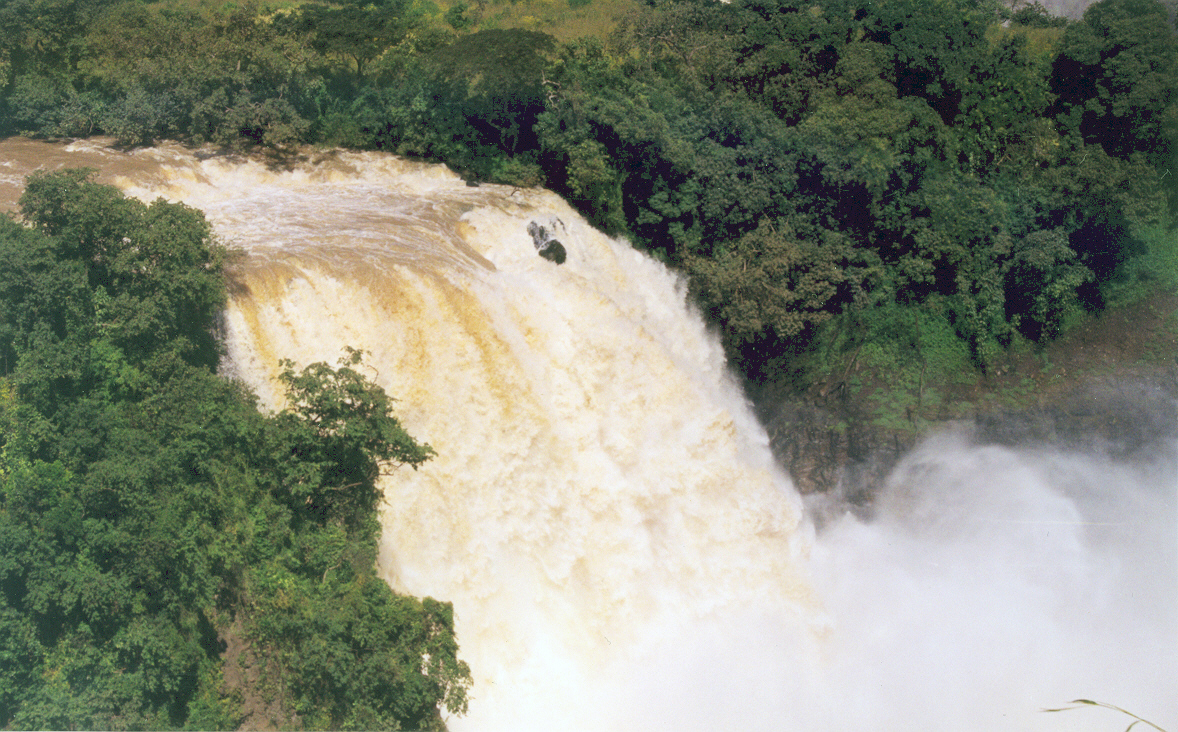
تم بناء سد النهضة عند النيل الأزرق لتوليد الطاقة الكهرومائية.

سد النهضة هو سد إثيوبي يقع على النيل الأزرق بولاية بنيشنقول-قماز بالقرب من الحدود الإثيوبية- السودانية، على مسافة تتراوح بين 20 و40 كيلومترا، وعند اكتمال إنشاءه، سوف يصبح أكبر سد كهرومائي في القارة الأفريقية، والعاشر عالميا في قائمة أكبر السدود إنتاجا للكهرباء، تقدر تكلفة المشروع ب 6 مليارات دولار أمريكي وهو واحد من ثلاثة سدود تشيد لغرض توليد الطاقة الكهرمائية في اثيوبيا.
وسد النهضة يعتبر أكبر مشروع قومي لإنتاج الكهرباء في أفريقيا
محطة Reppie
وهي محطة لتحويل النفايات إلى طاقة في العاصمة أديس أبابا، بدأت اثيوبيا توليد الطاقة الكهربائية من النفايات لتكون بذلك أول دولة أفريقيا تتبع هذا النمط من المعالجة لإنتاج الطاقة المتجددة وبلغت تكلفت المشروع 95 مليون دولار وسينتج 30 بالمئة من احتياجات العاصمة الأثيوبية من الكهرباء.
وقعت إثيوبيا وشركة RosatomGlobal التابعة للحكومة الروسية اتفاقية خارطة لمدة ثلاث سنوات، للتعاون في مجال بناء محطات للطاقة النووية ومركز للعلوم والتكنولوجيا النووية في إثيوبيا.
كما بدأت شركة ACWA POWER السعودية للطاقة بدء تنفيذ مشروع محطتي طاقة شمسية في أثيوبيا، وكانت الشركة السعودية قد فازت بعقد لتطوير محطتين لإنتاج الطاقة الشمسية بإجمالي إنتاج يبلغ 250 ميغاواط للمحطتين.

## العلاقات الخارجية

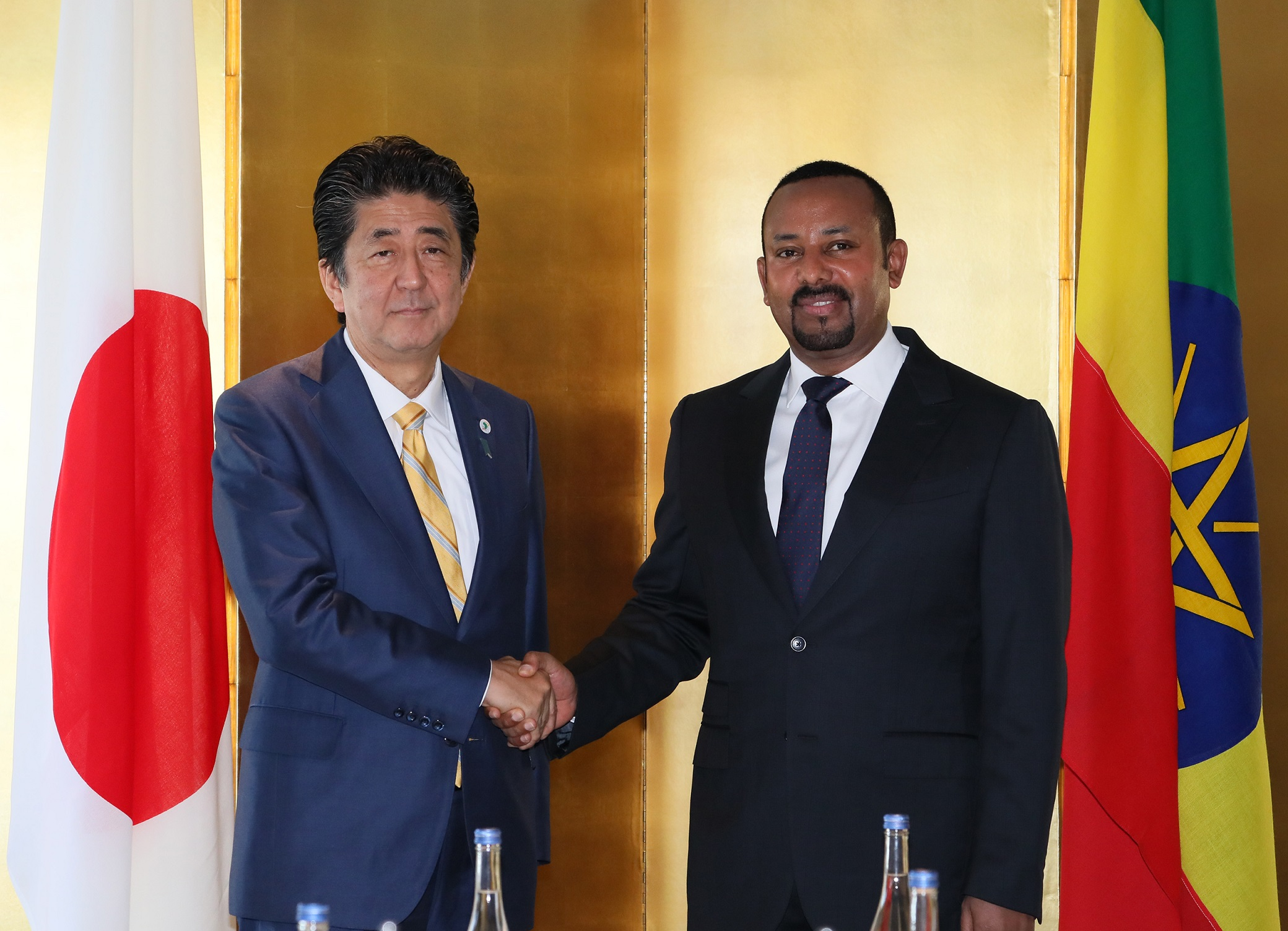
آبي أحمد علي، رئيس وزراء إثيوبيا، يجتمع مع شينزو آبي، رئيس وزراء اليابان.

- آبي أحمد علي، رئيس وزراء إثيوبيا، يجتمع مع شينزو آبي، رئيس وزراء اليابان.قرابة القرن الثامن ق.م، أقام السبئيون مستعمرة في شمال إثيوبيا في منطقة أكسوم ويعد تواجدهم واحداً من أقدم المستعمرات الحضرية في البلاد ونقلوا إليهم نظام الكتابة القديم المعروف بخط المسند وتعد إثيوبيا من الدول الوحيدة التي تستخدم اليوم قلما متطوراً عن ذلك الخط.[113]
- قامت مملكة أكسوم في القرن الأول ق.م ودخلت في اشتباكات متفرقة مع مملكة سبأ وتحالفت مع مملكة حمير لإنهاء السيطرة السبئية.[114]
- في القرن الأول ق.م، ذكر اليونان أن الأحباش كانوا يسيطرون على ساحل قبيلة كنانة في تهامة قرب مكة المكرمة.[115]
- في مطلع القرن السادس الميلادي، تنجح القوات الأكسومية دخول اليمن وتسيطر على تهامة بدعم الإمبراطورية البيزنطية والقبائل اليمنية المسيحية في نجران وتتخلص من اليهودي ذو النواس الحِميَّري عام 525 ـ 527 ميلادية.[116]
- هجرة المسلمين إلى الحبشة بعيدا عن اضطهاد مشركي مكة، مما جعل لمسيحين الحبشة مكانة عزيزة في قلوب المسلمين.
- أمهرة[ ؟ ]، الأقلية العرقية الحاكمة في الحبشة على مر العصور، لديها حساسية مفرطة تجاه مختلف الأعراق المساكنة والمجاورة ومنهم المصريين والعرب.
- تحالف حكام الحبشة، في القرون 16 و 17، مع مختلف الدول الأوروبية (مثل البرتغال وهولندا وإيطاليا) ضد الدول الإسلامية المجاورة (مصر، اليمن، الصومال، العفر[ ؟ ]، الحجاز، مروي).
- مسيحيو الحبشة كانوا يتبعون الكنيسة القبطية المصرية (حتى عام 1974) بما تستدعيه تلك العلاقة من حميمية واحتكاكات.
- سيرة سيف بن ذي يزن، من عيون التراث العربي والمكتوبة في العصر المملوكي، تدور في مجملها حول الحروب العربية الحبشية.
- أكثر من 70% من فيضان نيل مصر يأتي من النيل الأزرق[ ؟ ] الذي ينبع من الهضبة الحبشية. مشاريع إثيوبيا لإقامة سدود على النيل الأزرق تقابل بقلق بالغ من المصريين.
- حملة الحبشة (1874 - 1877) المصرية في عهد الخديوي إسماعيل.
- تحالف سفاري المضاد للمد الشيوعي (عام 1975) (والمكون من الولايات المتحدة ومصر السادات والالمغرب والسعودية وكينيا وإيران الشاه) اعتبره منجستو هايلا مريام مؤامرة مصرية موجهة ضد إثيوبيا. وفي خطبة له عام 1979 حطم زجاجات مملوءة دماً على اسمي مصر والسعودية.
- منذ 1991 أتت إلى الحكم حكومة يتزعمها ميليس زيناوي قائد جبهة تحرير تجراي (TLF الانفصالية سابقاً) وهي على علاقة وثيقة بالخرطوم. شهدت علاقات إثيوبيا تحسنا ملحوظا مع كل دول الجوار العربية ماعدا إريتريا التي يحكمها إساياس أفويرقي قائد الجبهة الشعبية للتحرير التجرينية (TPLF)، والتي كانت شديدة القرب (عرقياً وسياسياً) من جبهة تحرير تجراي (TLF) خلال سني الثورة.

## الصحة
وفقا لرئيس برنامج فيروس نقص المناعة البشرية / الإيدز العالمية التابع للبنك الدولي، وإثيوبيا ليس لديها سوى 1 طبيب لكل 100,000 شخص. ومع ذلك، تقرير الصحة العالمية ومنظمة الصحة العالمية لعام 2006 يعطي الرقم من 1936 من الأطباء (لعام 2003)، الذي يأتي إلى حوالي 2.6 لكل 100,000. ويقال العولمة تؤثر على البلاد، مع العديد من المهنيين المتعلمين ترك إثيوبيا عن فرصة اقتصادية أفضل في الغرب.

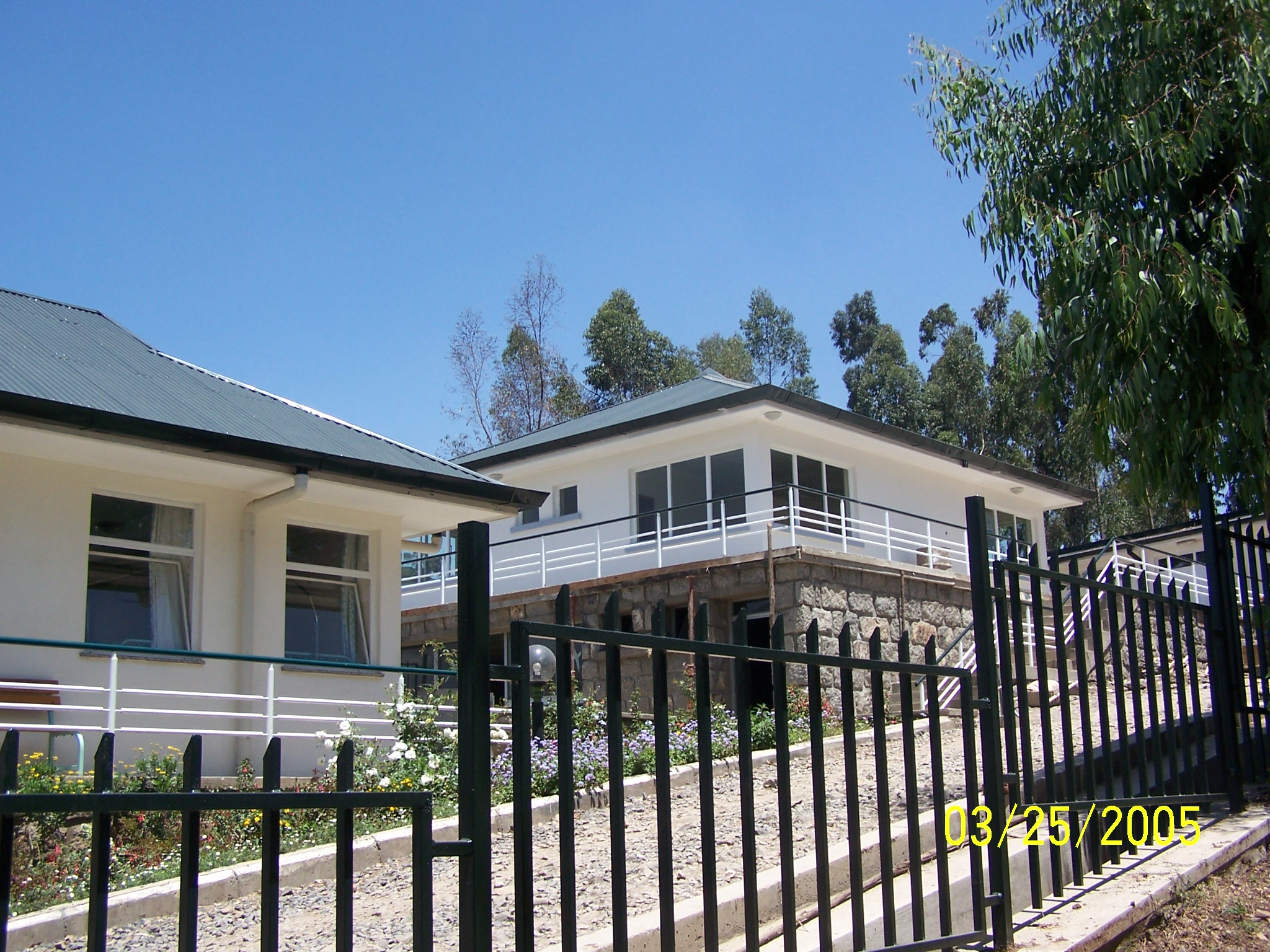
أديس أبابا مستشفى الناسور.

ويقال أن المشاكل الصحية الرئيسية في إثيوبيا أن تكون الأمراض المعدية الناجمة عن سوء الصرف الصحي وسوء التغذية. وتتفاقم هذه المشاكل من خلال النقص في الأيدي العاملة والمرافق الصحية المدربة.
الصحة هي أكبر بكثير في المدن. معدلات المواليد ومعدلات وفيات الأطفال، ومعدلات الوفيات أقل في المدينة مما كانت عليه في المناطق الريفية نظرا لتحسين فرص الحصول على التعليم والمستشفيات. متوسط العمر المتوقع هو أعلى من ذلك في 53، مقارنة ب 48 في المناطق الريفية. وعلى الرغم من الصرف الصحي كونها مشكلة، واستخدام مصادر محسنة للمياه هو أيضا أكبر؛ 81% في المدن مقابل 11% في المناطق الريفية. وهذا يشجع المزيد من الناس على الهجرة إلى المدن بأمل الحصول ظروف معيشية أفضل.
هناك 119 مستشفى (12 في أديس أبابا وحدها) و412 مركزا صحيا في إثيوبيا. إثيوبيا لديها متوسط العمر المتوقع المنخفض نسبيا من 58 عاما. معدلات وفيات الرضع مرتفعة جدا نسبيا، وأكثر من 8% من الرضع يموت أثناء أو بعد فترة قصيرة من الولادة، (وإن كان هذا هو الانخفاض الكبير في الفترة من 16% في عام 1965)، في حين مضاعفات الولادة مثل ناسور الولادة تؤثر على العديد من النساء في البلاد.

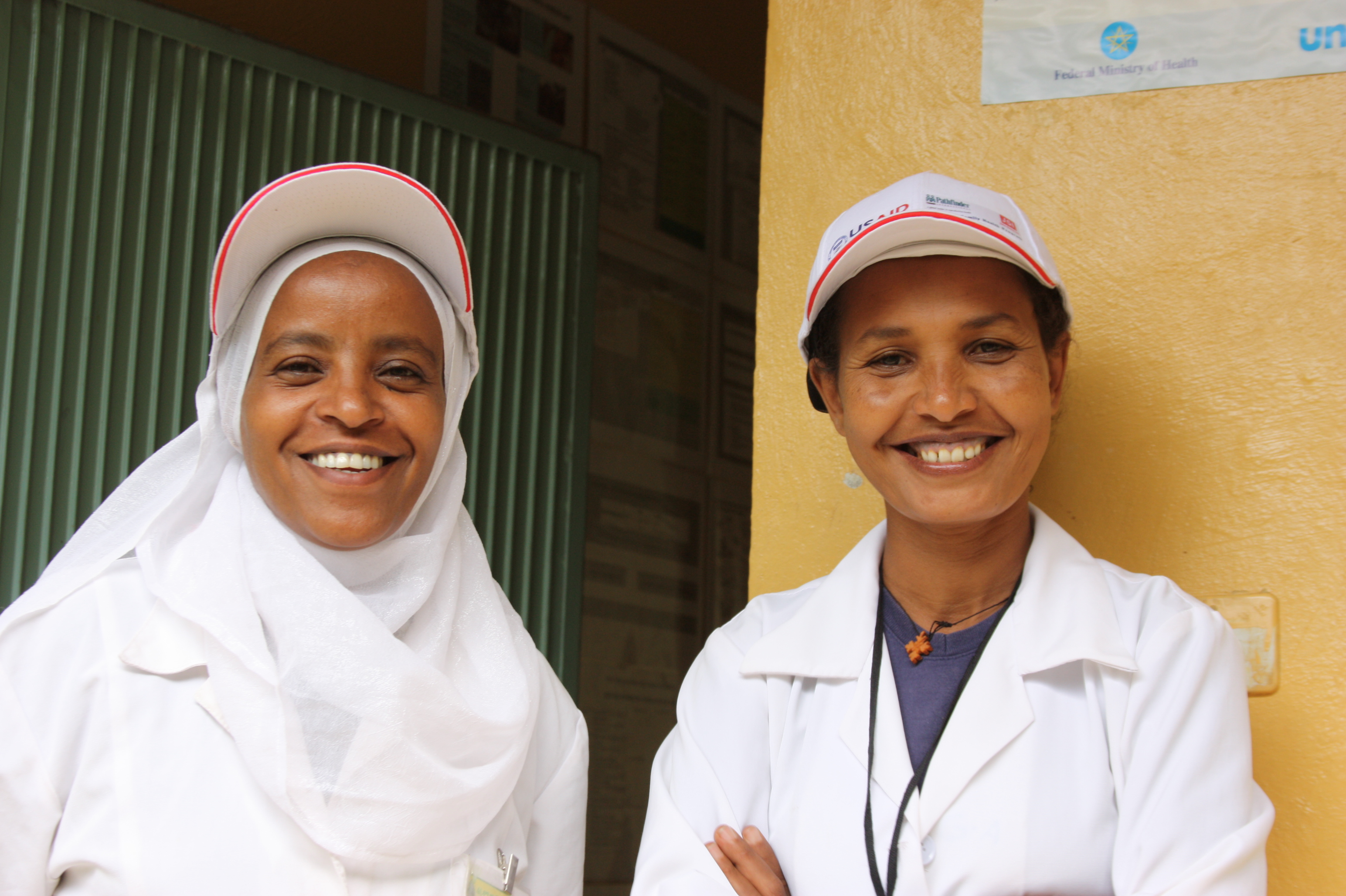
العاملين في مجال الرعاية الصحية المجتمعية.

ينتشر مشكلة صحية رئيسية أخرى في إثيوبيا من الإيدز. الإيدز قد تتأثر بشكل رئيسي المجتمعات الفقيرة والنساء، وذلك بسبب الافتقار إلى التعليم والصحة، والتمكين، وعدم وجود الوعي والرفاه الاجتماعي. حكومة إثيوبيا والعديد من المنظمات الخاصة مثل منظمة الصحة العالمية (WHO)، ومنظمة الأمم المتحدة، وإطلاق الحملات ونعمل بقوة لتحسين الظروف الصحية في إثيوبيا وتعزيز الوعي الصحي حول الإيدز والأمراض المعدية الأخرى (Dugassa، 2005). الكثيرين يعتقدون أن الأمراض المنقولة جنسيا مثل السيلان تنجم عن لمس الحجر بعد يبول كلب الإناث على ذلك، وهناك اعتقاد عام بأن هذه الأمراض التي تسببها الأرواح الشريرة والأسباب خارق. ويعتقد آخرون أن تناول الأعضاء التناسلية للماعز سوداء سيساعد طرد الأمراض من نفس تلك الهيئة في أجسامهم (Kater، 2000).
إثيوبيا لديها معدل وفيات الرضع والأمهات عالية ويولد سوى أقلية من الإثيوبيين في المستشفيات؛ معظمهم ولدوا في الأسر الريفية. أولئك الذين من المتوقع أن يلدن في المنزل والمسنات بمثابة القابلات مساعدة مع التسليم (Kater، 2000) الزيادة في الرضع ويعتقد معدل وفيات الأمهات أن ذلك يعود إلى عدم إشراك المرأة في صنع القرار في المنزل، والتحصين ورأس المال الاجتماعي (Fantahun، برهاني، الحائط، Byass، وHogberg، 2007). من ناحية أخرى، «تقدر منظمة الصحة العالمية أن غالبية الوفيات النفاسية والإعاقة يمكن منعها إذا كانت الولادات عقده في المراكز الصحية مجهزة تجهيزا جيدا، مع الموظفين المدربين تدريبا كافيا» ل (دورمان وآخرون، 2009، ص 622).

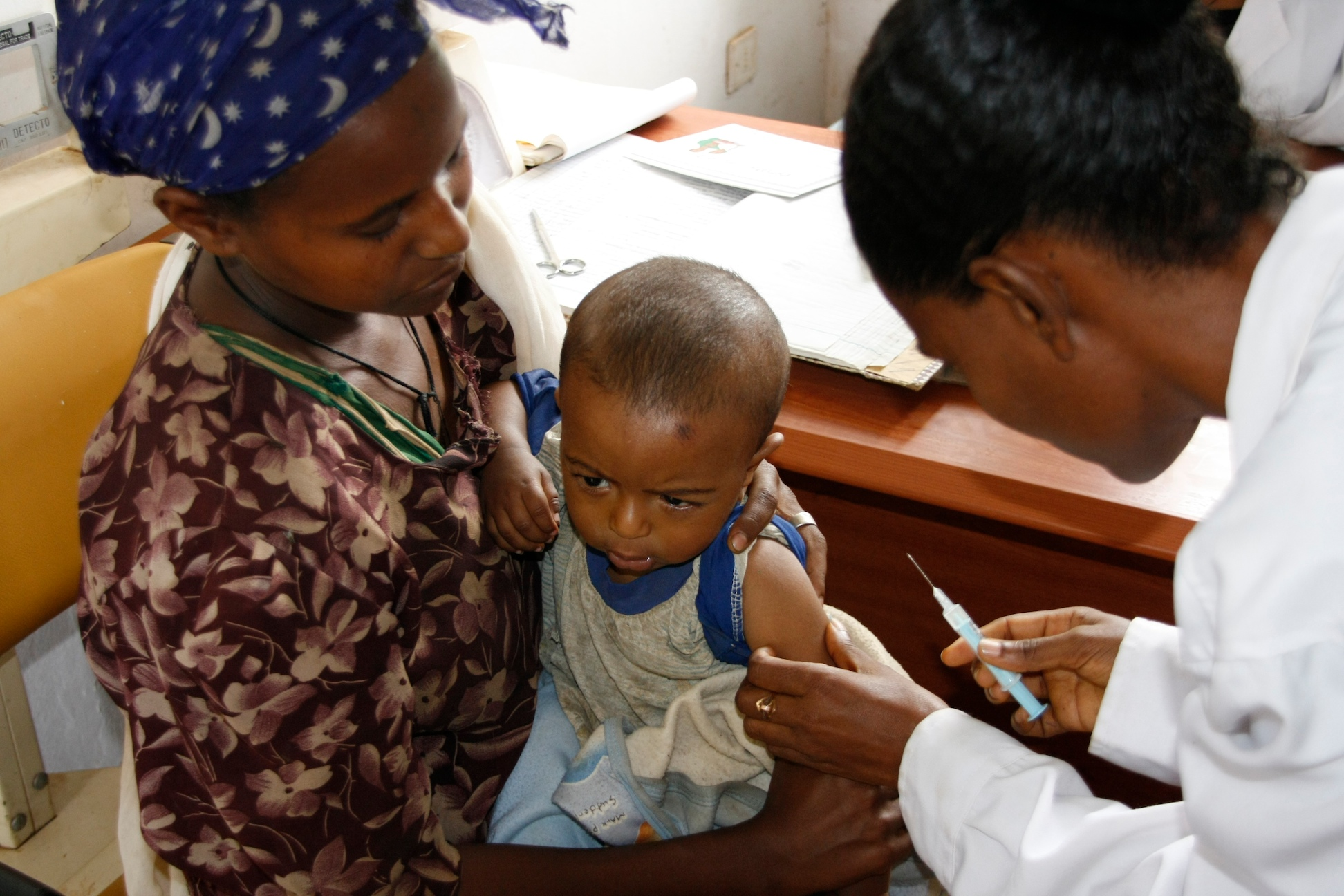
فتاة إثيوبية حول لاستقبالها الحصبة التطعيم.

قلة توافر المتخصصين في الرعاية الصحية مع التدريب الطبية الحديثة، جنبا إلى جنب مع نقص الأموال اللازمة للخدمات الطبية، ويؤدي إلى preponderancy من المعالجين التقليديين أقل موثوقية التي تستخدم العلاجات المنزلية لعلاج الأمراض الشائعة. واحد الممارسة الطبية التي تمارس عادة بغض النظر عن الدين أو الوضع الاقتصادي هو قطع الأعضاء التناسلية للإناث (ختان الإناث) أو ختان الإناث، وهو الإجراء الذي بعض الأنسجة التناسلية الخارجية للمرأة، مثل غطاء البظر، البظر أو الشفرين، تتم إزالتها. وفقا لدراسة قام بها مكتب المراجع السكانية، إثيوبيا لديها نسبة انتشار 81% بين النساء الذين تتراوح أعمارهم من 35 إلى 39 و 62% بين النساء الذين تتراوح أعمارهم 15-19.
وأشار المسح الديموغرافي والصحي في إثيوبيا عام 2005 (EDHS) أن معدل انتشار وطني هو 74% بين النساء الذين تتراوح أعمارهم 15-49 [163] هذه الممارسة هو عالمي تقريبا في مناطق دير داوا والصومال وعفر؛ في مناطق أورومو وهراري، وأكثر من 80% من الفتيات والنساء الخضوع لهذا الإجراء. ختان الإناث هو الأقل انتشارا في مناطق تيغري وغامبيلا، حيث 29% و 27% من الفتيات والنساء، على التوالي، تتأثر.
في عام 2004، سنت الحكومة الإثيوبية قانون لمكافحة ختان الإناث. ختان الإناث هو العرف قبل الزواج المستوطنة أساسا إلى شمال شرق أفريقيا وأجزاء من الشرق الأدنى التي لديها أصول في نهاية المطاف في مصر القديمة. وبتشجيع من النساء في المجتمع، ويهدف في المقام الأول إلى ردع المجون وتوفر الحماية من الاعتداء. حوالي 76% من سكان إثيوبيا الذكور كما ورد الختان.
حكومة جمهورية إثيوبيا الاتحادية هي الدول الموقعة على الاتفاقيات الدولية المختلفة والمعاهدات التي تحمي حقوق النساء والأطفال. يوفر دستورها حقوق والحريات الأساسية للمرأة. هناك محاولة تبذل لرفع الوضع الاجتماعي والاقتصادي للمرأة من خلال القضاء على جميع الممارسات القانونية والعرفية التي تعوق مشاركة المرأة على قدم المساواة في المجتمع وتقويض وضعهم الاجتماعي.

## التعليم

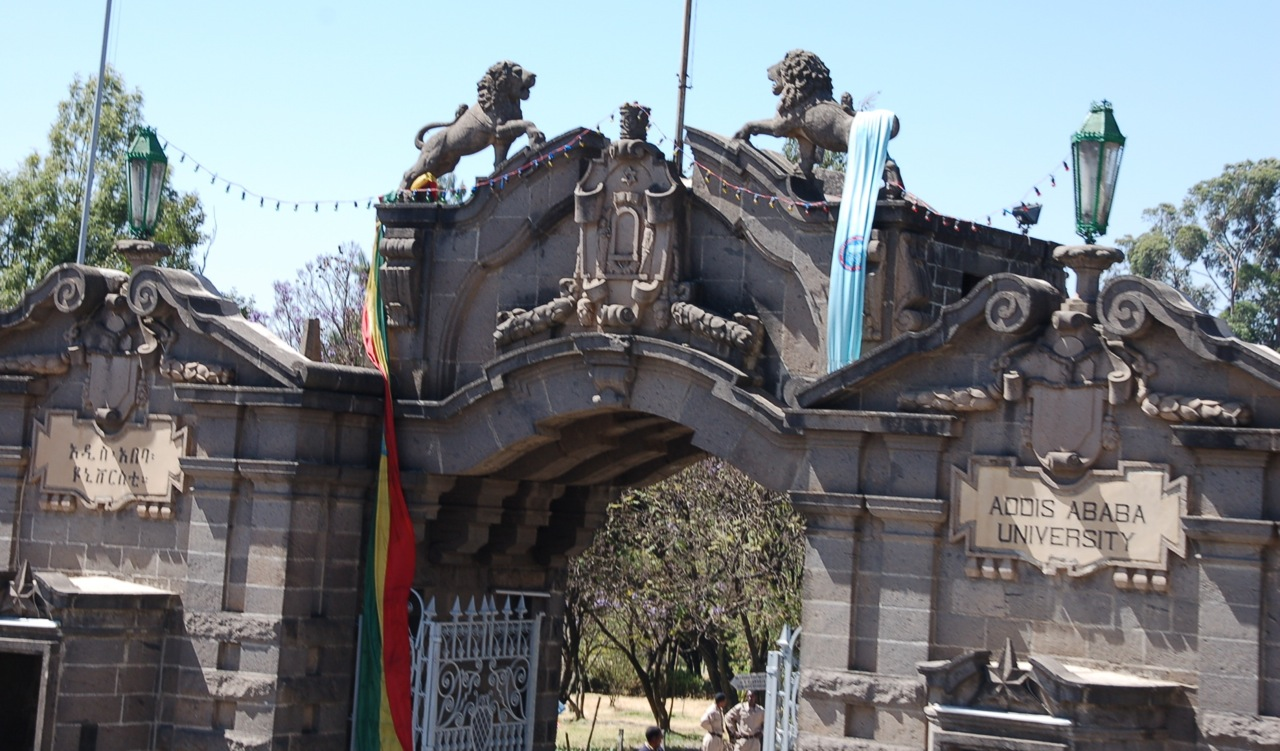
مدخل جامعة أديس أبابا.

كانت الكنيسة الأرثوذكسية تسيطر على التعليم لقرون عديدة حتى اعتمد التعليم العلماني في النظام الحالي عام 1900. أوائل يلي خطط التوسع المدرسة مشابهة جدا إلى المناطق الريفية التي سادت النظام السابق عام 1980 مع إضافة الجهوية أعمق إعطاء التعليم في المناطق الريفية بلغاتها بدءا من المرحلة الابتدائية وبمزيد من الميزانية المخصصة لقطاع التعليم. تسلسل التعليم العام في إثيوبيا ست سنوات من التعليم الابتدائي، وأربع سنوات من أقل المدارس الثانوية وسنتين من أعلى المدرسة الثانوية.
في عام 2004 كان معدل الالتحاق بالمدارس أكثر من ذلك في كثير من البلدان الأفريقية الأخرى. وفقا لتعداد عام 1994 معدل معرفة القراءة والكتابة في إثيوبيا هي 23.4٪، من خلال تقرير اليونسكو 2004 التعليم قد تشير إلى أن هذا المعدل هو أعلى الآن.
احتلت إثيوبيا المركز 125 في مؤشر الابتكار العالمي عام 2023. تراجعت إلى المركز 130 في مؤشر عام 2024. احتلت مالي المركز 129 في مؤشر الابتكار العالمي لعام 2023. في حين تراجعت إلى المركز 131 في مؤشر 2024.

## الثقافة

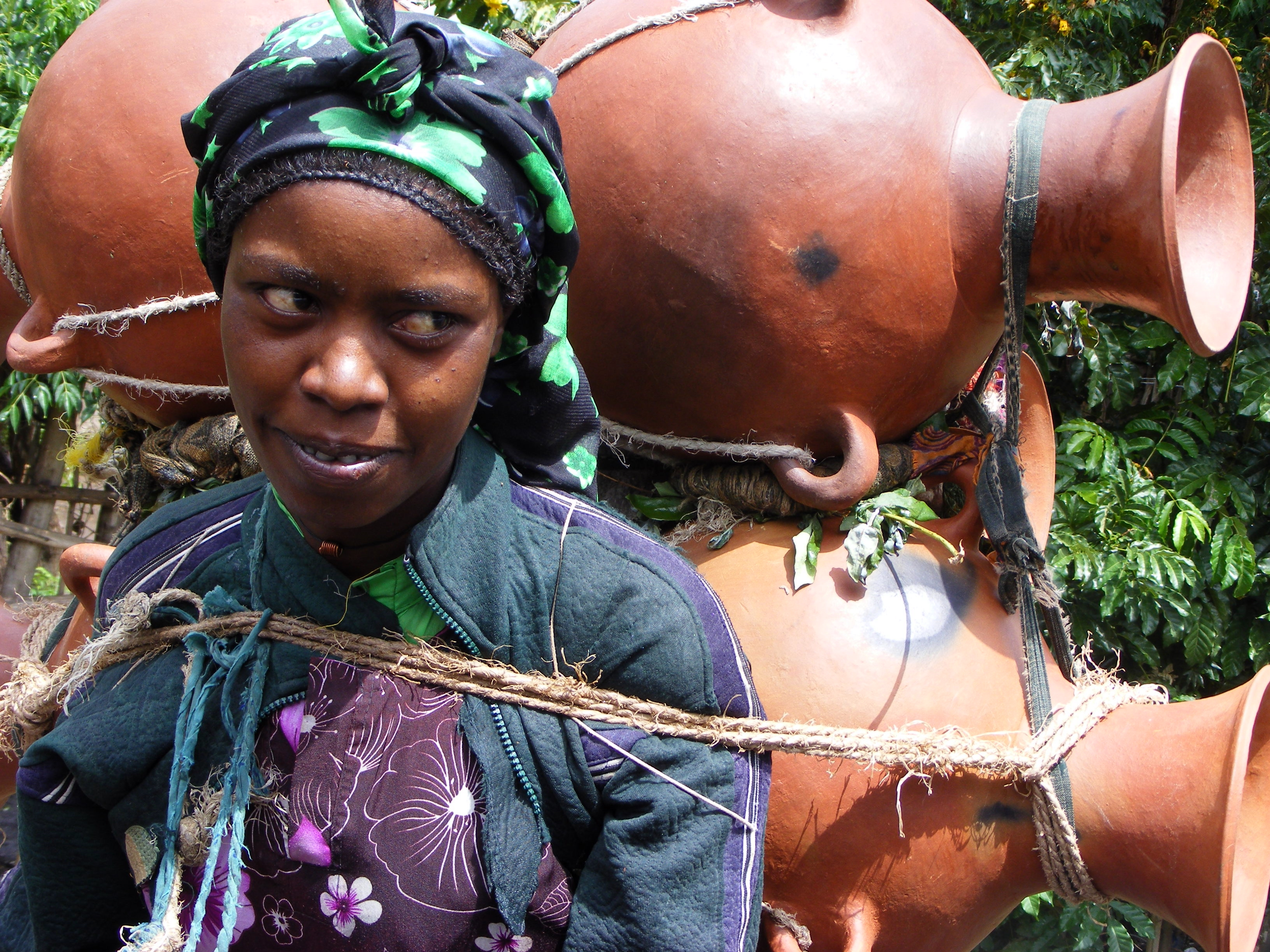
فتاة تنقل الأواني إلى السوق.

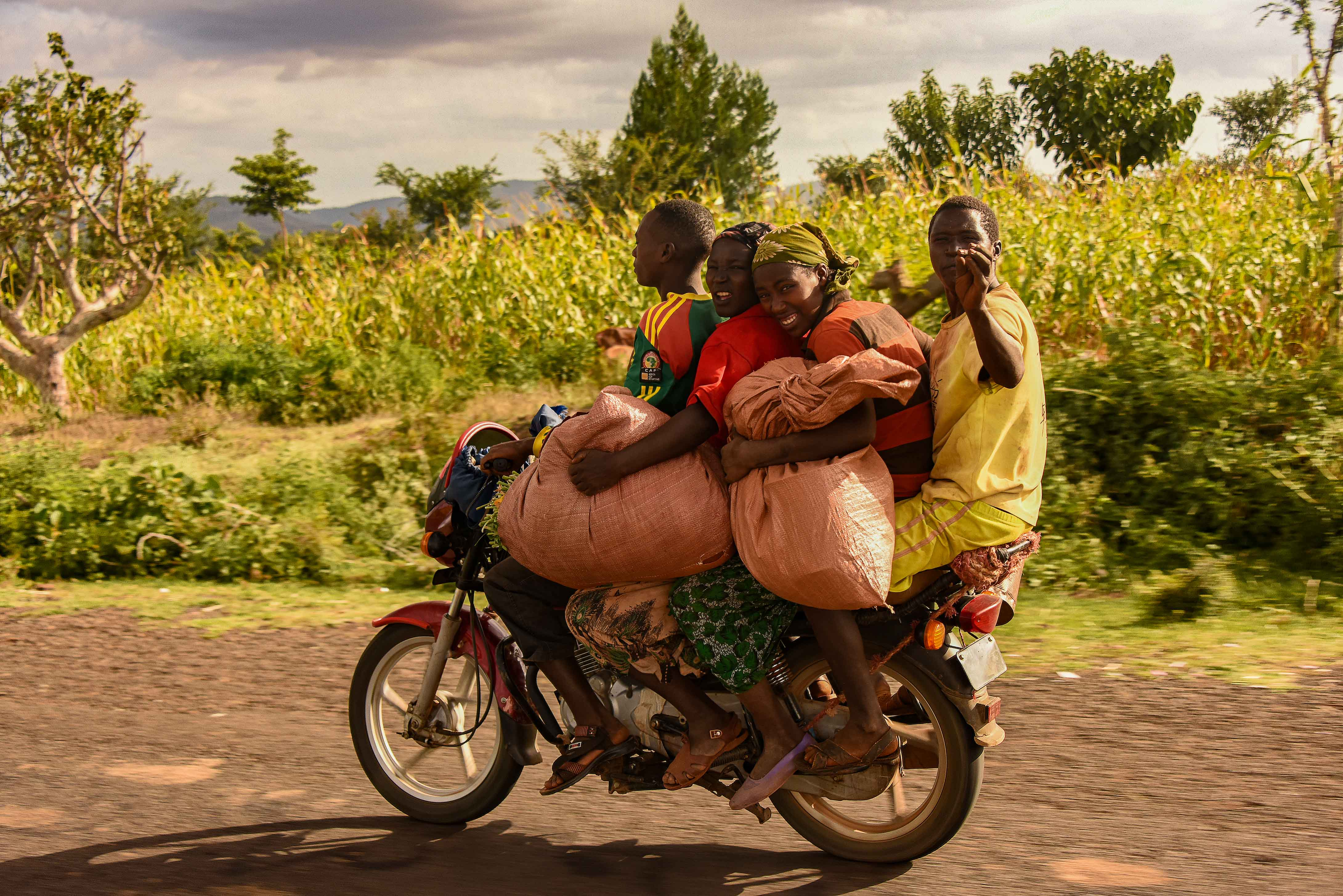
أطفال يركبون دراجة وسط محاصيل.

### التسمية
الإثيوبيون لديها نظام تسمية مختلفة إلى النظام الغربي القائم على اسم العائلة. أطفال إضافة أسماء معينة من والدهما وجده لأبيه على التوالي إلى الاسم الذي يطلق على نفسه. لأغراض التوافق، كما هو الحال في جوازات السفر، وأخذ يرد اسم الجد باعتبارها اللقب الأسرة، ونظرا اسم الشخص ويعطى اسمه / والدها تشكيل الاسم الأول. يتم تناول الجميع له / لها اسم معين. في حالات الرسمية، البادئات أتو (ኣቶ)، وأيضا Ayte (ኣይተ) ويستخدم للرجال؛ Weizero (ወይዘሮ) للنساء المتزوجات؛ وWeizerit (ወይዘሪት) للنساء غير المتزوجات.

### التقويم

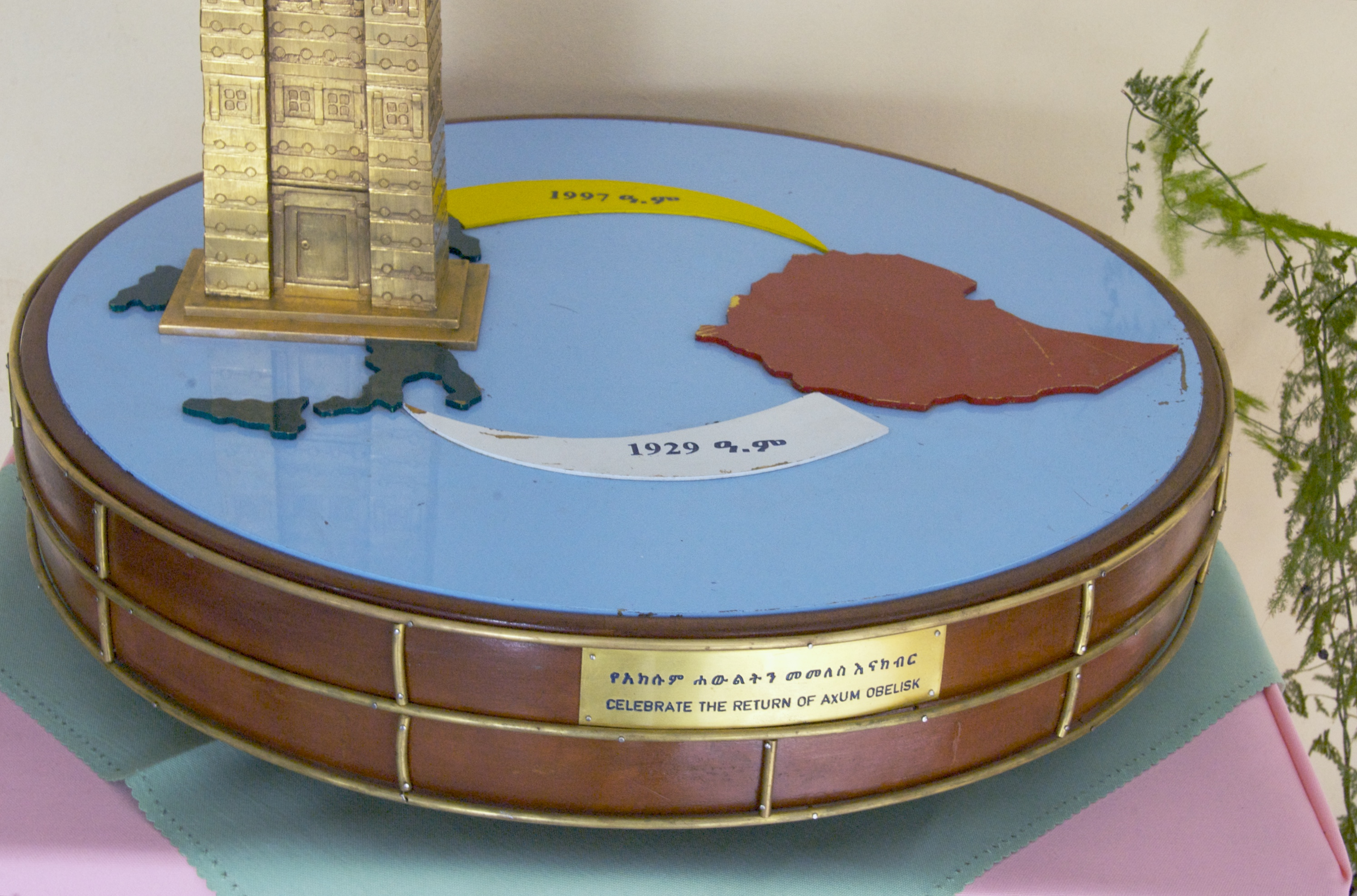
نموذج ذكرى مسلة أكسوم العودة إلى إثيوبيا، مما يدل على تاريخ المغادرة والعودة وفقا للتقويم الإثيوبي.

إثيوبيا لديها العديد من التقويمات المحلية، الأكثر شهرة على نطاق واسع هو التقويم الإثيوبي، والمعروف أيضًا باسم تقويم الجعزي. لأنه يقوم على التقويم السكندري أو القبطية القديمة، التي تستمد بدورها من التقويم المصري. مثل التقويم القبطي والتقويم الإثيوبي لديه اثني عشر شهرا من 30 يوما بالضبط كل زائد خمسة أو ستة أيام إباجومينال، والتي تتكون في الشهر الثالث عشر. تبدأ الأشهر الإثيوبية في الأيام نفسها التي للتقويم القبطي، ولكن أسماءهم في الجعزية.
مثل التقويم اليولياني، فإن اليوم السادس من الشهر السادس - والذي هو في الأساس في جوهره هو قفزة كل أربع سنوات دون استثناء في 29 أغسطس من التقويم اليولياني، وذلك قبل ستة أشهر من اليوم الكبيس اليولياني. وهكذا في اليوم الأول من السنة الإثيوبية، 1 Mäskäräm، لسنوات بين 1901 و 2099 (ضمنا)، وعادة ما يكون 11 سبتمبر (ميلادي)، ولكن يقع في 12 أيلول في السنوات الكبيسة قبل السنة الميلادية. أيضا وجود فجوة سبعة إلى ثمانية سنوات بين نتائج التقويمات الإثيوبية والميلادي من حساب بديل في تحديد تاريخ البشارة يسوع.
وقد تم تطوير نظام تقويمي بارز آخر حوالي 300 قبل الميلاد من قبل شعب أورومو، تقويم قمري نجمي، ويعتمد هذا التقويم الأورومو على الأرصاد الفلكية للقمر بالتزامن مع سبعة نجوم أو مجموعات معينة. أشهر أورومو (نجوم / مراحل القمري) هي Bittottessa (Iangulum)، Camsa (الثريا)، بوفا (Aldebarran)، Waxabajjii (Belletrix)، Obora تقدير Gudda (وسط أوريون-Saiph)، Obora تقدير الدكة (سيريوس)، BIRRA (القمر الكامل)، Cikawa (متناقص)، Sadasaa (الربع القمر)، Abrasa (الهلال كبيرة)، Ammaji (الهلال المتوسطة) وGurrandala (الهلال الصغيرة).

### الوقت
يتم احتساب الوقت في إثيوبيا بشكل مختلف عن في العديد من البلدان الغربية. ويعتقد اليوم الإثيوبية كما في بداية 06:00 بدلًا من 00:00، بالتزامن مع شروق الشمس على مدار السنة. للتحويل بين الساعة الإثيوبية والساعات الغربية، لا بد من إضافة (أو طرح) 6 ساعات إلى الوقت الغربية. على سبيل المثال، ويسمى 02:00 بالتوقيت المحلي أديس أبابا «8 ليلا» في إثيوبيا، في حين يسمى 8:00 «2 في المساء».

### المطبخ

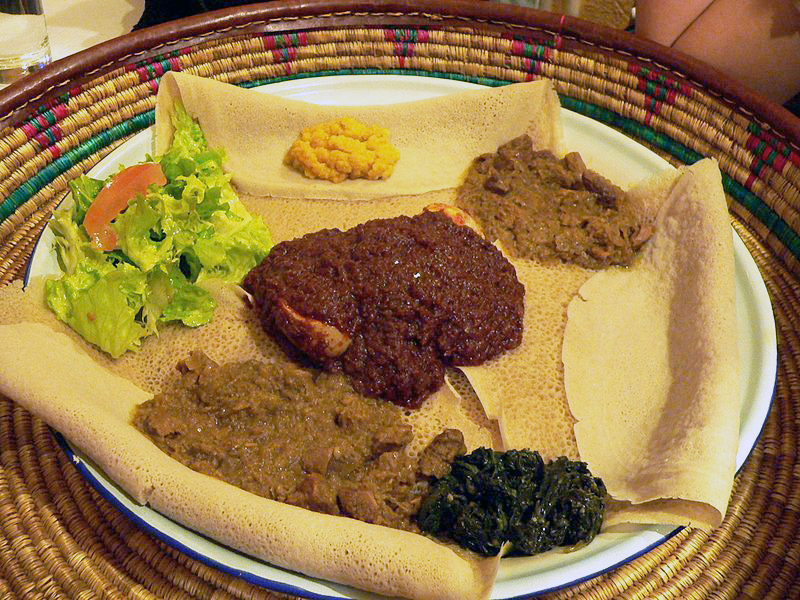
نموذجية المطبخ الإثيوبية:إينجيرا (مثل فطيرة الخبز) وعدة أنواع من وات (الحساء).

يتكون المطبخ الإثيوبية المعروفة من مختلف يطبخ اللحم سميكة، والمعروفة باسم وات في الثقافة الإثيوبية، والأطباق الجانبية الخضار خدم فوق إينجيرا، والكعكة العجين المخمر كبيرة مصنوعة من دقيق التف. لا يؤكل مع هذه الأواني، ولكن واحدة بدلاً من ذلك يستخدم إينجيرا لتلقط المقبلات والأطباق الجانبية. تقريبا عالميا في إثيوبيا، فمن الشائع أن تأكل من نفس الطبق في وسط الطاولة مع مجموعة من الناس. كما هو أيضا العرف الشائع إطعام الآخرين داخل المجموعة أو بأيديهم - وهو تقليد يشار إليه باسم "جورشا". لا يستخدم المطبخ الإثيوبي التقليدي أي لحم الخنزير أو المحار من أي نوع لأنهم ممنوعون في الديانات المسيحية الأرثوذكسية الإثيوبية والإسلامية واليهودية "gursha".
Chechebsa، ماركا، chukko، michirra و dhanga هي الأطباق الأكثر شعبية من أورومو. Kitfo، والتي نشأت من كوراج هي واحدة من الأطعمة المقبولة على نطاق واسع والمفضلة في إثيوبيا. Tihlo والتي هي نوع من زلابية والمحضرة من دقيق الشعير المحمص. أنها نشأت في منطقة تيغري والآن بشعبية كبيرة في أمهرة ونشر مزيد من الجنوب.

### الموسيقى

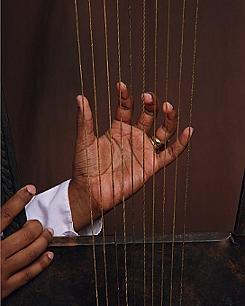
معيار تحديد المواقع الاصبع.

الموسيقى من إثيوبيا هي متنوعة للغاية، مع كل من 80 مجموعات عرقية في البلاد ارتباطهم أصوات فريدة من نوعها. تستخدم الموسيقى الإثيوبية نظامًا نمطيًا مميزًا وهو الخماسي، مع فترات طويلة مميزة بين بعض الملاحظات. كما هو الحال مع العديد من الجوانب الأخرى من الثقافة والتقاليد الإثيوبية، والأذواق في الموسيقى وترتبط بقوة مع تلك كلمات في إريتريا والصومال وجيبوتي والسودان المجاورة. الغناء التقليدية في إثيوبيا يعرض أساليب متنوعة من تعدد الأصوات (تغاير الصوت، بدون طيار، والتقليد والطباق). تقليديا، ويرتبط غنائية في كتابة الأغنية الإثيوبية بقوة مع مناظر من الوطنية أو الكرامة الوطنية، والرومانسية والصداقة ومعظم فريد التفصيلية المعروفة باسم 'Tissit'.

### الرياضة
الرياضة الرئيسية في إثيوبيا هي ألعاب القوى (مسافات طويلة وخاصة تشغيل) وكرة القدم. وقد فاز العديد من الرياضيين الإثيوبية ميداليات ذهبية أولمبية في سباقات المضمار والميدان، معظمهم في المسافات الطويلة على التوالي. هايلي جيبرسيلاسي هو عداء للمسافات الطويلة ذات الشهرة العالمية مع عدة القياسي العالمي في حزامه. رياضي آخر، كينينيسا بيكيلي، هو أيضًا عداء السائد، لا سيما في 5,000 و 10,000 متر والذي يحمل رقما قياسيا عالميا.
الرياضيين الإثيوبية البارزة الأخرى هي ابيبي بيكيلا، مامو وولدي، ميروتس يفتر، ديرارتو تولو، تيرونيش ديبابا، ميزيريت ديفار، بيرهان أدير، تيكي جيلانا، جينزيبي ديبابا وجيليتي برقة. اعتباراً من عام 2012 جعلت الخوض في 2013 فريق التيار الوطني الإثيوبي لكرة القدم (Walya الظباء) نفسه التاريخ من خلال التصفيات المؤهلة لكأس إفريقيا للأمم 2012 (CAF)، ومؤخرا من خلال الوصول إلى مشاركة 10 فرق كرة القدم الأفريقية في المرحلة الأخيرة من التصفيات المؤهلة لكأس العالم لكرة القدم عام 2014. وأشار قائد الفريق اللاعبين وتشمل ADANE جيرما وهداف صلاح الدين الصيد.
إثيوبيا تمتلك أطول تقليد في كرة السلة أفريقيا جنوب الصحراء حيث قامت بإنشاء الفريق الوطني لكرة السلة في وقت مبكر من عام 1949.

## ببليوغرافيا
- Beshah, Girma and Aregay, Merid Wolde The Question of the Union of the Churches in Luso-Ethiopian Relations (1500–1632), Lisbon, Junta de Investigações do Ultramar and Centro de Estudos Históricos Ultramarinos (1964).

## مزيد من القراءة
- Zewde، Bahru (2001). A History of Modern Ethiopia, 1855–1991 (ط. 2nd). Athens, OH: Ohio University Press. ISBN:0-8214-1440-2. مؤرشف من الأصل في 2022-12-07.
- Selassie I.، Haile (1999). My Life and Ethiopia's Progress: The Autobiography of Emperor Haile Selassie I. Translated by Edward Ullendorff. Chicago: Frontline. ISBN:0-948390-40-9.
- Deguefé, Taffara (2006). Minutes of an Ethiopian Century, Shama Books, Addis Ababa, ISBN 99944-0-003-7.
- Hugues Fontaine, Un Train en Afrique. African Train, Centre Français des Études Éthiopiennes / Shama Books. Édition bilingue français / anglais. Traduction: Yves-Marie Stranger. Postface: Jean-Christophe Belliard. Avec des photographies de Matthieu Germain Lambert et Pierre Javelot. Addis Abeba, 2012, ISBN 978-99944-867-1-7. English and French.
- Henze، Paul B. (2004). Layers of Time: A History of Ethiopia. Shama Books. ISBN:1-931253-28-5.
- Marcus، Harold G. (1975). The Life and Times of Menelik II: Ethiopia, 1844–1913. Oxford, U.K.: Clarendon. Reprint, Trenton, NJ: Red Sea, 1995. ISBN 1-56902-009-4.
- Marcus، Harold G. (2002). A History of Ethiopia (ط. updated). Berkeley: University of California Press. ISBN:0-520-22479-5. مؤرشف من الأصل في 2022-03-26.
- Mauri, Arnaldo (2010). Monetary developments and decolonization in Ethiopia, Acta Universitatis Danubius Œconomica, VI, n. 1/2010, pp. 5–16.  and WP
- Mockler، Anthony (1984). Haile Selassie's War. New York: Random House. Reprint, New York: Olive Branch, 2003. ISBN 1-902669-53-3.
- Murphy, Dervla (1968). In Ethiopia with a Mule. London: Century, 1984, cop. 1968. N.B.: An account of the author's travels in Ethiopia. 280 p., ill. with a b&w map. ISBN 0-7126-3044-9
- Rubenson، Sven (2003). The Survival of Ethiopian Independence (ط. 4th). Hollywood, CA: Tsehai. ISBN:0-9723172-7-9.
- Siegbert Uhlig, et al. (eds.) (2003). موسوعة إثيوبيا, Vol. 1: A-C. Wiesbaden: Harrassowitz Verlag.
- Siegbert Uhlig, et al. (eds.) (2005). Encyclopaedia aethiopica, Vol. 2: D-Ha. Wiesbaden: Harrassowitz Verlag.
- Siegbert Uhlig, et al. (eds.) (2007). Encyclopaedia aethiopica, Vol. 3: He-N. Wiesbaden: Harrassowitz Verlag.
- تتضمن هذه المقالة مواد في الملكية العامة خاصة في Library of Congress Country Studies موقع http://lcweb2.loc.gov/frd/cs/.
- تتضمن هذه المقالة مواد في الملكية العامة خاصة في CIA World Factbook موقع https://www.cia.gov/library/publications/the-world-factbook/index.html.

## وصلات خارجية
- إثيوبيا  على كتاب حقائق العالم  (بالإنجليزية)
- إثيوبيا على مشروع الدليل المفتوح
- أطلس ويكيميديا حول Ethiopia
- وكالة الأنباء الإثيوبية، الوكالة الإخبارية الحكومية.
- توقعات النمو الأساسية لأثيوبيا (IFS). (بالإنجليزية)